# Geschichte des Verbrennungsmotor-Antriebs von Schienenfahrzeugen
Dieser Artikel befasst sich mit der Geschichte des Verbrennungsmotor-Antriebs von Schienenfahrzeugen von den Ursprüngen bis zur Mitte des 20. Jahrhunderts.
Von dem weltweiten Eisenbahnstreckennetz sind beim Stand von 2010 etwa 80 Prozent nicht elektrifiziert. Nachdem in den meisten Ländern der Welt die Dampflok-Ära zu Ende gegangen ist, wird der Verkehr auf den nicht elektrifizierten Eisenbahnstrecken mangels anderer wesentlich verbreiteter Antriebe weit überwiegend mit Verbrennungsmotor-Antrieb und dabei speziell in der Dieselmotor-Variante abgewickelt. Der Dieselmotor ist damit zumindest nach dem davon berührten Streckenumfang der häufigste vorkommende moderne Antrieb von Schienenfahrzeugen.
Eine Wertung zugunsten des konkurrierenden elektrischen Antriebs könnte sich demgegenüber ergeben, wenn entweder die elektrisch betriebenen Nahverkehrssysteme in den Vergleich einbezogen oder aber die Beförderungsleistungen verglichen würden.
Für die ersten Verbrennungsmotor-Fahrzeuge wird vielfach ein „Benzolmotor“ als Antrieb angegeben. Die Anwendung von Benzol war als Kraftstoff für Ottomotoren mit hoher Kompression in den 1910er und 1920er Jahre sehr verbreitet. Ein „Benzolmotor“ ist demnach immer ein Ottomotor. Gründe für den späteren Umstieg auf Benzin als Ottokraftstoff waren hauptsächlich dessen geringere Kosten sowie die später erkannte Gesundheitsgefährdung durch Benzol-Emissionen.

## Ab 1880: Erste Versuche
Als wohl erstes Schienenfahrzeug mit Verbrennungsmotor gilt eine von Hanomag 1880 gebaute Straßenbahn-Lokomotive mit Riemenantrieb. Das Antriebsaggregat leistete 2,2 kW mit einem etwa eine Tonne schweren Zweitaktmotor. 1891 wurde von Daimler eine, durch einen 2,9 kW starken Ottomotor angetriebene, Schmalspurlokomotive vorgestellt.

## Ab 1890: Triebwagen mit Ottomotor und elektrischer Leistungsübertragung

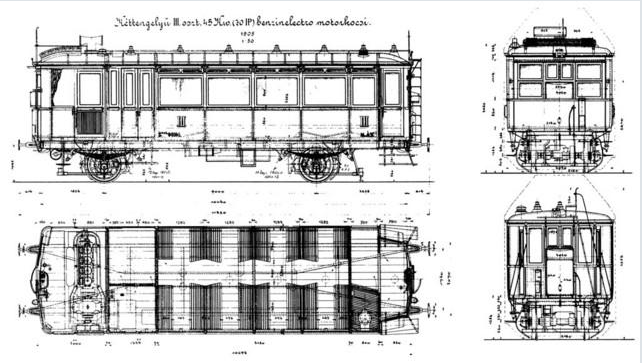
Planungsskizze des Weitzer-De Dion-Bouton-Triebwagens mit benzinelektrischem Antrieb von 1903

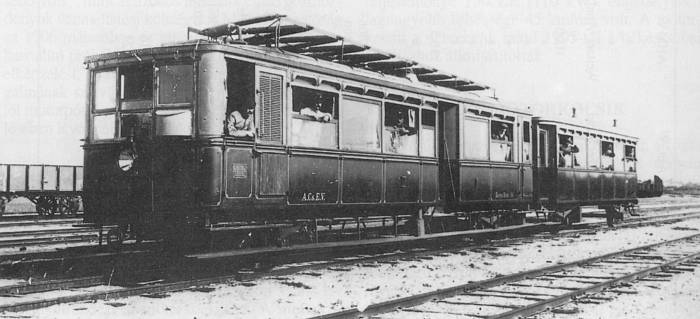
Serienversion des Weitzer-De Dion-Bouton-Triebwagens bei den Arader und Csanáder Eisenbahnen, 1906 ff.

Vorläufer des dieselelektrischen Antriebs von Schienenfahrzeugen waren Antriebe mit Ottomotoren als erstem Energiewandler, die auch benzolelektrische, benzin-elektrische oder gasolinelektrische Antriebe genannt wurden. Bereits 1892 hatte der Amerikaner Patton eine gasolinelektrische Lokomotive gebaut und drei Jahre später folgte bei der Gasmotorenfabrik Deutz eine Motorlokomotive mit elektrischer Kraftübertragung, die ein Einzelstück blieb.
1899 wird in den USA durch Edward L. Doheny der Brenner der außer Dienst gestellten Dampflok „Old Switch Engine No 10“ erfolgreich von Kohle auf Öl umgestellt. Deren Besitzer, die Atchison, Topeka and Santa Fe Railway, stellt danach immer mehr Lokomotiven um.
Bei den Vereinigten Arad-Csanáder Eisenbahnen in Ungarn wurden ab 1903 benzinelektrische Triebwagen von Weitzer (Arad) mit einem Verbrennungsmotor des französischen Herstellers De Dion-Bouton systematisch für den Personenverkehr verwendet. Die Strecke liegt im Banat und seit 1919 in Rumänien.
Im Großbritannien nahm 1903 die North Eastern Railway ihren ersten benzin-elektrischen Triebwagen in Betrieb. Zwischen 1903 und 1927 schaffte fast jede größere britische Eisenbahngesellschaft ähnliche Triebwagen an.

Bauzeichnung Preußischer VT 2, zweite Serie 1915, späterer VT 159

Zwischen 1907 und 1915 wurden von den Preußischen Staatsbahnen insgesamt 22 Triebwagen unterschiedlicher Bauarten mit jeweils einer Primärenergieerzeugung durch mit Benzol gespeiste Ottomotoren als Antrieb für die fahrzeuginternen Generatoren, die wiederum den elektrischen Strom für die elektrischen Fahrmotoren lieferten.
Sie hatten die Baureihenbezeichnung VT 151, VT 21 (je ein Fahrzeug) sowie VT 152 bis VT 161 (erste Serie mit zehn Fahrzeugen, 1913 umgezeichnet in VT 1 bis VT 10, und zweite Serie mit zehn Fahrzeugen VT 11 bis VT 20 – in Summe 20 Fahrzeuge). Sie waren zumeist Einzelfahrzeuge mit Führerständen an beiden Enden, eine spätere Serie konnte nach Bedarf zusätzlich mit einem eigenen, motorlosen Steuerwagen gekoppelt werden.
Auf das Jahr 1925 datiert eine in zehn Exemplaren gebaute benzolelektrische Zweikraftlokomotive, die von Hanomag und Siemens für die südafrikanische „Consolidated Diamond Mines“ gebaut wurde. Sie konnte sowohl mit gewöhnlichem Stromabnehmer unter der 500-V-Gleichspannungs-Fahrleitung fahren, als auch unter den fahrleitungslosen Werkbahnstrecken mit einem Benzinmotor-Generator-Aggregat mit 200 PS (147 kW) Leistung versorgt werden.
1936 bis 39 bediente die ČSD die Expressverbindung „Slovenská Strela“ (deutsch: Slowakischer Pfeil) auf der Strecke Prag–Bratislava mit dem Triebwagen ČSD M 290 des Herstellers Tatra. Dessen von Josef Sousedík konzipierte Antrieb arbeitete mit Leistungsverzweigung. Mit zunehmender Geschwindigkeit sank der elektrisch übertragene Teil der Leistung. Ab 85 km/h wurde der Generator überbrückt und die Leistung nur noch mechanisch übertragen.

## Ab 1902: Triebwagen mit Ottomotor und mechanischer Kraftübertragung
Die „mechanische“ Übertragung der Drehbewegung von benzin- oder benzolbetriebenen Ottomotoren auf die Räder oder Achsen erfolgte beispielsweise mit Kettenübertragung und Reibrädern sowie Kupplungen aus der Kraftfahrzeugtechnik. Diese Übertragungsart war nur bei kleinen Leistungen praktikabel und fand daher nur mit den ersten, zumeist kleineren Ottomotoren Anwendung bei Schienenfahrzeugen. Dabei wurden teilweise einfach nur Kraftfahrzeuge mit Eisenbahnrädern und Eisenbahn-Signaleinrichtungen umgerüstet.

### 1900 bis 1910

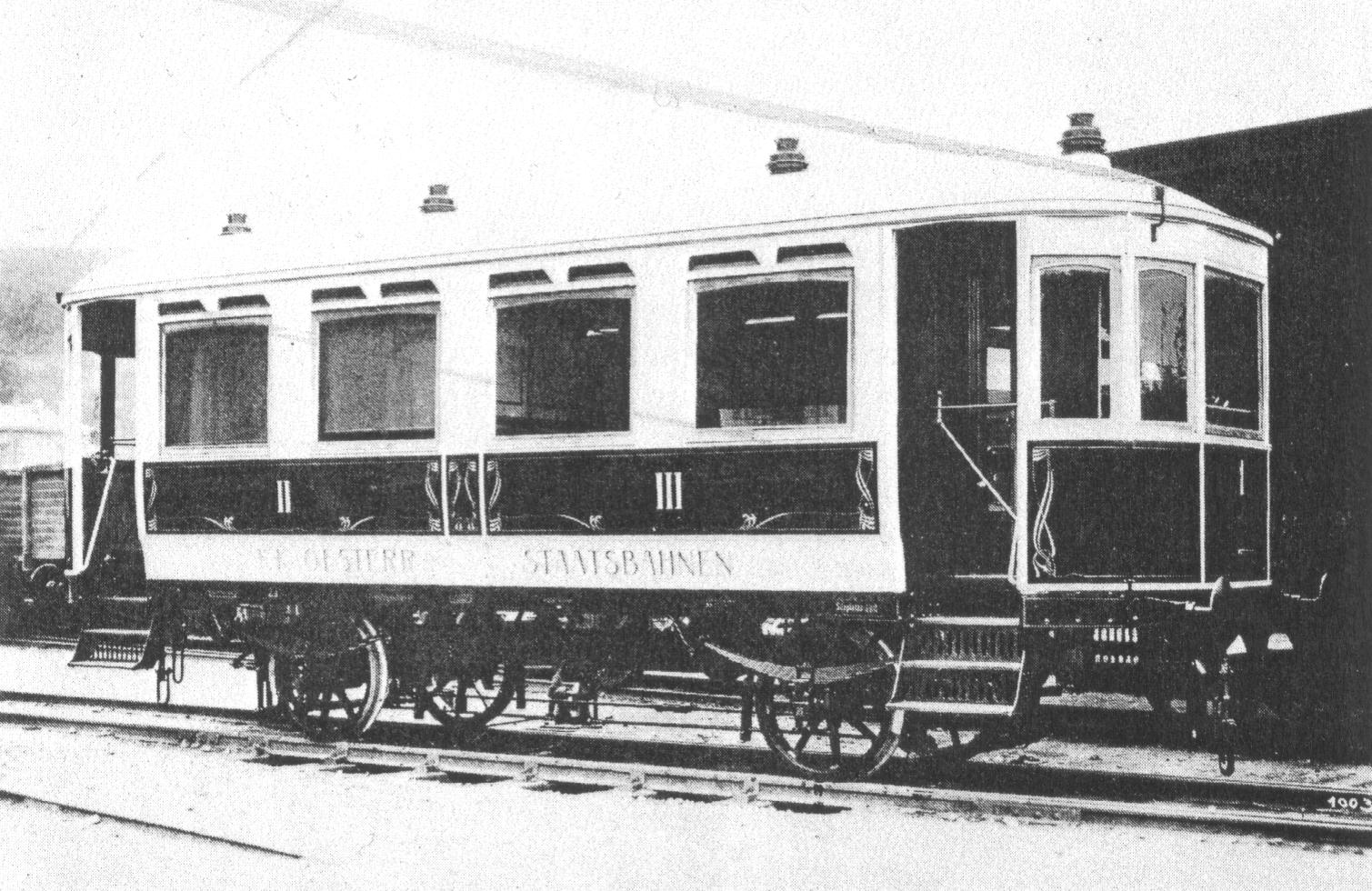
KkStB 19 der kkStB, 1902

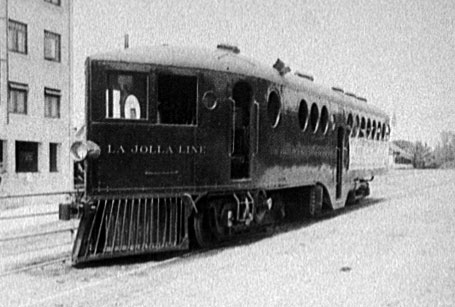
McKeen-Triebwagen, gebaut 1905 bis 1917

Der kkStB 19.0 (zunächst als Z 1 bezeichnet) war der erste österreichische Verbrennungsmotor-Triebwagen der k.k. österreichischen Staatsbahnen.
Das zweiachsige Fahrzeug wurde 1902 mit dem wagenbaulichen Teil von Ringhoffer in Prag-Smichov geliefert und mit einem Motor von Austro-Daimler in Wiener Neustadt ausgerüstet. Die Fahrleistungen und die mechanischen Kupplung waren jedoch im Betrieb nicht so überzeugend, so dass kkStB 19 zehn Jahre später in einen gewöhnlichen Personenwagen umgebaut wurde.
1904 wurde von der Waggonfabrik Werdau ein zweiachsiger Wagen mit Motorantrieb an die Königlich Sächsischen Staatseisenbahnen ausgeliefert. Er wurde als Typ Dai 1 geführt. Der von Austro-Daimler in Wiener Neustadt gelieferte Motor war mittig im Fahrgastraum angeordnet und übertrug die Drehbewegung über ein mechanisches Getriebe auf eine Achse. Gestartet wurde der Motor mit Benzin, im laufenden Betrieb wurde Spiritus als Brennstoff eingespeist. Über einen planmäßigen Einsatz des Wagens ist nichts bekannt.
William McKeen produzierte ab 1905 in Omaha im US-Staat Nebraska stromlinienförmige Triebwagen, deren Motoren und Getriebe von Schiffsantrieben abgeleitet waren. Von 1905 bis 1917 wurden dort 152 dieser McKeen-Triebwagen gebaut und an über 40 US-amerikanische und vier ausländische Eisenbahngesellschaften verkauft.

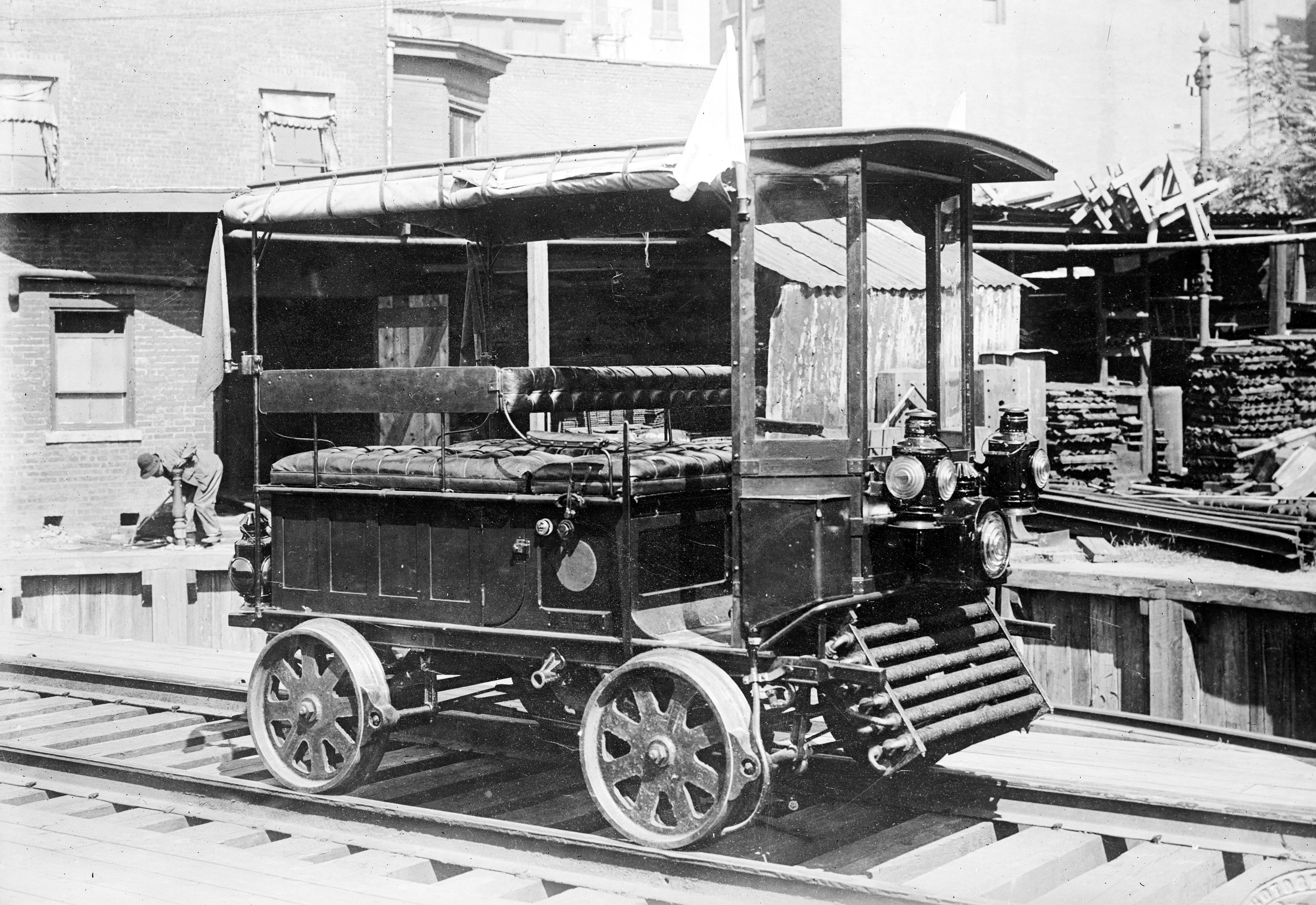
Railbus bzw. Gasolene Omnibus der NYC, 1908

Im Vereinigten Königreich wird 1906 der erste motorisierte, mit Petroleum angetriebene railcar von James Sidney Drewry eingeführt, angefertigt von Drewry Car Co. Bereits 1904 ließ die Great Northern Railway bei Dick, Kerr & Co. einen Triebwagen  bauen der durch einen Benzinmotor der Daimler Motor Company angetrieben wurde.
Aus dem Jahr 1908 gibt es ein Foto von einem zweiachsigen, offenen Schienenwagen (rail omnibus) mit Benzinmotor-Antrieb auf den Schienen der New York Central Railroad.

### 1911 bis 1920
In der Zeit vor dem Ersten Weltkrieg rüsteten die Königlich Sächsischen Staatseisenbahnen einen ihrer Kraftomnibusse des Typs Daimler DC 3 c versuchsweise zum Schienenfahrzeug um. Dabei erhielt das Fahrzeug eisenbereifte Räder mit Spurkränzen sowie die nötigen Signaleinrichtungen für den Eisenbahnbetrieb. Über einen planmäßigen Einsatz ist nichts bekannt, es wurde vermutlich nach einigen Versuchsfahrten wieder in den Ursprungszustand versetzt.

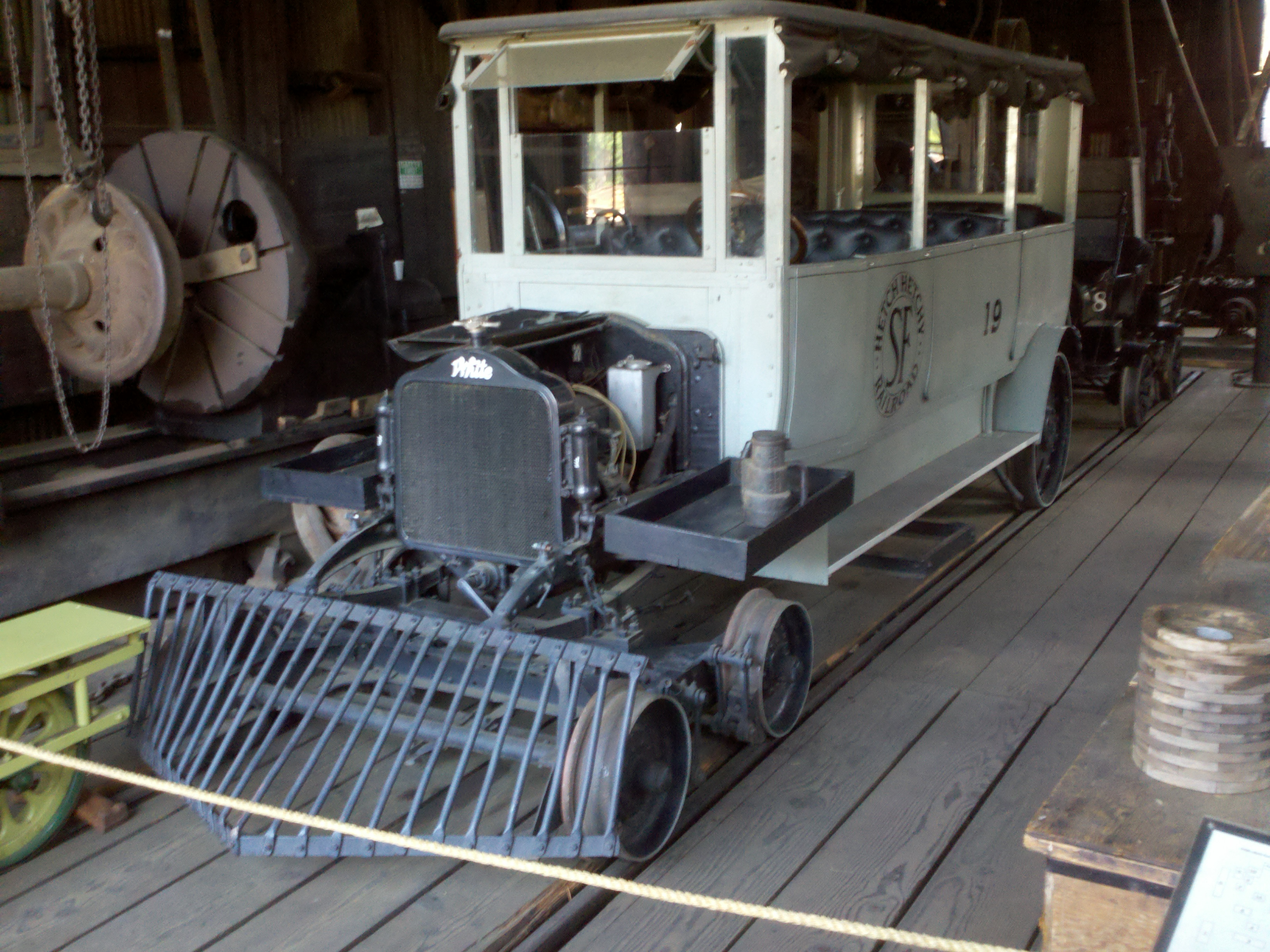
Hetch Hetchy Railcar No. 19

Die Hetch Hetchy Railroad bestellte 1919 bei der A. Meister & Sons in Sacramento ein Schienenfahrzeug auf der Basis eines Standard-Lastwagenchassis der White Motor Company. In dem 1920 fertiggestellten Fahrzeug befanden sich Triebgestell und Schienenbremsen. Von Seiten der San Francisco Municipal Railway wurde ferner im Fahrzeug ein Drehtisch installiert, der es ermöglichte, das Fahrzeug und damit auch die Fahrtrichtung auf den Schienen umzudrehen.
Der Railcar No. 19 konnte 13 Passagiere befördern, war jedoch primär als Ambulanzfahrzeug ausgelegt zum Transport von Verletzten oder Toten zum Hospital in Groveland. Das Fahrzeug wurde bevorzugt von dem Hetch Hetchy Project Manager, Chief O’Shaughnessy, für Inspektionsfahrten von San Francisco aus verwendet. Es erreichte eine Geschwindigkeit von 50 mph (ca. 80 km/h) und konnte 16 Meilen mit einer Gallone Treibstoff fahren. Railcar No. 19 setzte damit Maßstäbe für fünf weitere Fahrzeuge, die jedoch sämtlich unterschiedlich gebaut waren.

### 1921 bis 1930

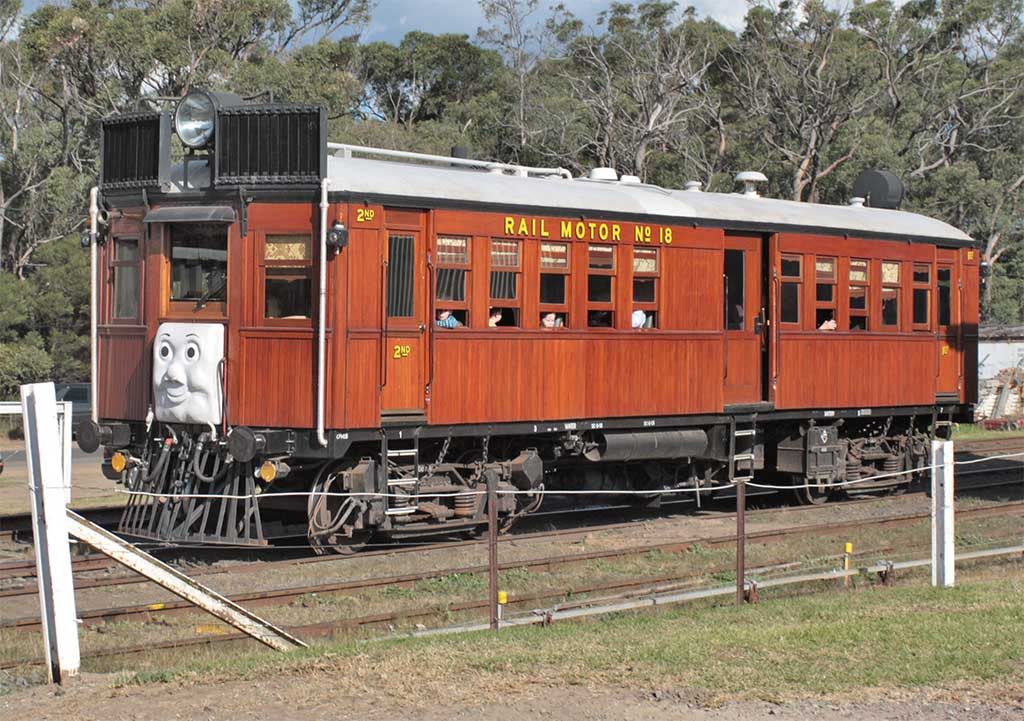
CPH Railmotor von 1923

Der mit einem Petroleum-getriebenen Motor versehene CPH Railmotor wurde 1923 an die New South Wales Government Railways für den Nebenstreckenbetrieb geliefert. Er hatte ein mechanisches Drei-Gang-Getriebe, das mit einem massiven Hebel vom Führerstand aus geschaltet wurde.
Die ehemalige Furka-Oberalp-Bahn suchte bereits kurz nach ihrer Betriebsaufnahme 1925 eine kostengünstige Fahrzeug-Alternative, um in verkehrsarmen Zeiten auf den personalintensiven Dampflokomotiv-Einsatz verzichten zu können. Insbesondere für den Wintereinsatz wurden daher 1927 zwei zweiachsige Triebwagen von der Schweizerischen Industrie-Gesellschaft (SIG) in Neuhausen beschafft. Die Fahrgestelle und Motoren wurden von der schweizerischen Lokomotiv- und Maschinenfabrik (SLM) in Winterthur hergestellt und als Triebwagenbaureihe BCm 2/2 geführt. Es waren schmalspurige Fahrzeuge mit einem benzin-gespeisten Achtzylinder-Boxermotor mit einer Leistung von 110 kW und fest gekuppeltem, kombinierten Adhäsions- und Zahnradtrieb.
Von der Firma Warchalowski, Eissler & Co. wurde 1925 ein
benzin-mechanischer, zweiachsiger Triebwagen mit der Kennung BBÖ VT 10 an die Bundesbahnen Österreichs (BBÖ) geliefert. Mit diesem sollte der Betrieb auf Nebenstrecken effizient abgewickelt werden. Dies war der erste Verbrennungstriebwagen der BBÖ. Ebenfalls 1925 wurde an die BBÖ von der DWK ein vierachsiger Triebwagen mit der Nummer BBÖ VT 20 geliefert.

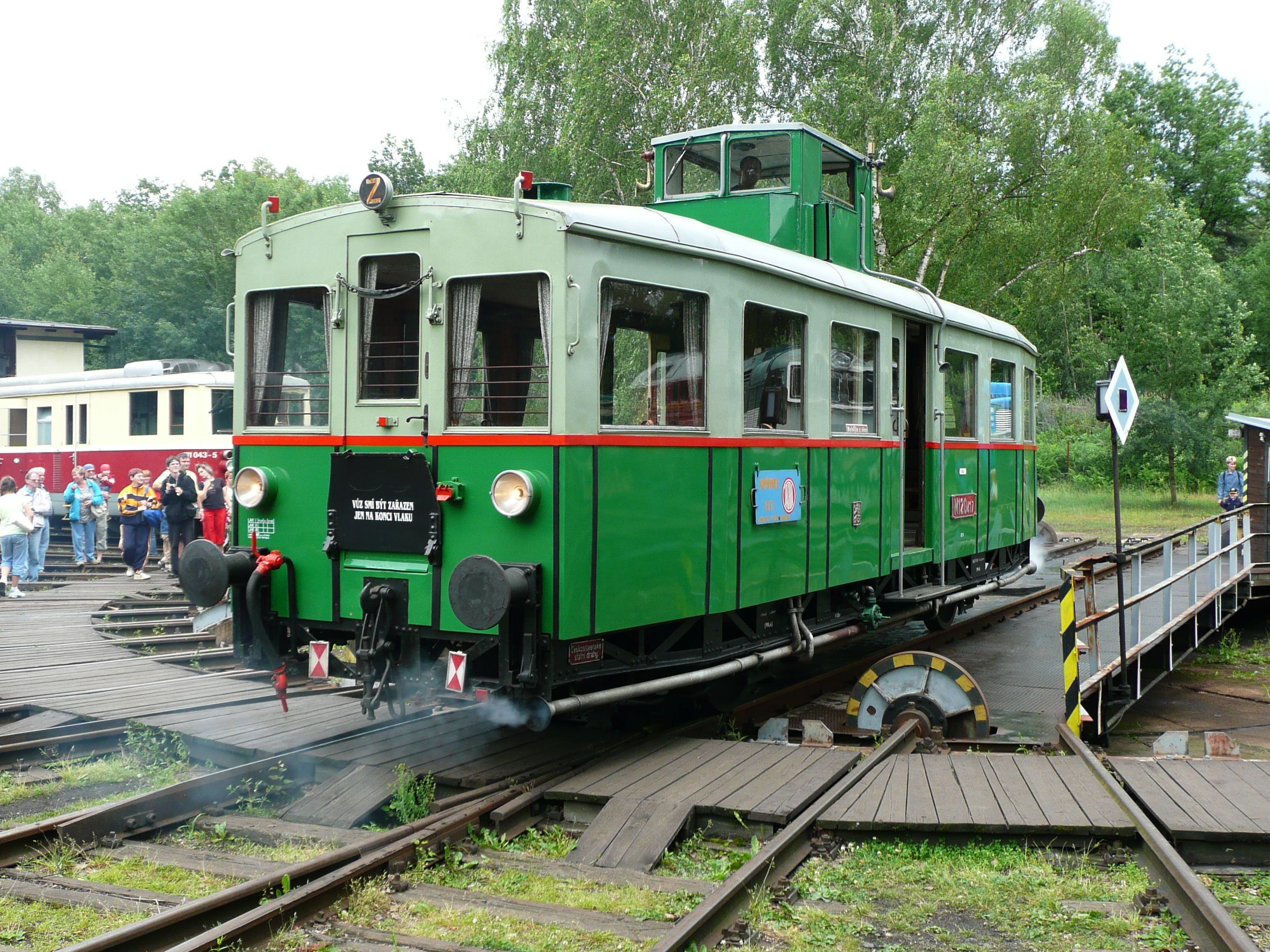
Tatra-Turmtriebwagen M 120.4 von 1930

Die Deutsche Reichsbahn beschaffte 1926 vier zweiachsige „Benzoltriebwagen schwere Ausführung“ der Baureihe DR 701 bis 704 mit einem Großraumabteil für 50 Personen. Die Maschinenanlage war zusammengesetzt aus handelsüblichen Lastwagenteilen. Lediglich die elektropneumatische Steuerung von Motor und Getriebe war eine Entwicklung der AEG. Das mechanische Getriebe WG 70 der Nationalen Automobil-Gesellschaft war ähnlich dem Mylius-Getriebe. Eingesetzt waren die Triebwagen vor allem bei den Bahnbetriebswerken Frankfurt (Oder), Pyritz und Meseritz. Zum Kriegsbeginn 1939 wurden die Fahrzeuge zunächst stillgelegt, waren nach einer Umrüstung auf Flüssiggas jedoch wieder im Einsatz.
Die im gleichen Zeitraum beschafften vierachsigen Triebwagen DR 755 bis 756 waren prinzipiell ähnlich jedoch mit größerem Fahrgastraum sowie mit je einem Antriebsmotor in jedem der beiden Stirnseiten-Führerstände. Beide Motoren konnten jedoch gleichzeitig von einem Führerstand aus gemeinsam gesteuert werden.
Die weiteste Verbreitung fanden Triebwagen mit Ottomotor und mechanischer Kraftübertragung in der Tschechoslowakei. Die Firma Tatra-Werke AG, Automobil- und Waggonbau lieferte zwischen 1928 und 1937 in mehreren Serien insgesamt 191 Fahrzeuge an die Tschechoslowakischen Staatsbahnen (ČSD). Wegen ihres markanten Mittelführerstandes in einer Kanzel auf dem Fahrzeugdach sind sie als Tatra-Turmtriebwagen bekannt geworden.

## Ab 1912: Fahrzeuge mit Dieselmotor und mechanischer Kraftübertragung

Konstruktionszeichnung Diesel-Sulzer-Klose-Thermolokomotive
(1) Drehgestelle, (2) Triebachsen (3) Blindwelle,
(4) Hauptdieselmotor, (5) Brennstoffpumpen, (6) Schalldämpfer
(7) Hilfsdieselmotor, (8) Luftpumpen, (10) Preßluftbehälter,
(14) Behälter für Wasser und Brennstoff (15) Hilfskessel für die Heizung

Am 11. September 1912 wurde die sogenannte Diesel-Sulzer-Klose-Thermolokomotive als erste Großdiesellokomotive der Welt fertiggestellt. Sie war 1909 von der Verwaltung der Preußischen Staatseisenbahnen in Auftrag gegeben worden. Vorausgegangen war ein Angebot der von Rudolf Diesel, Adolf Klose und den Gebrüdern Sulzer gegründeten Gesellschaft für Thermolokomotiven, Diesel-Klose-Sulzer GmbH.
Die Grundkonstruktion war ein Fahrzeug mit je zwei seitlich verschiebbaren Laufachsen vorn und hinten und einem mittigen Treibachsenpaar mit Stangenantrieb, die Achsfolge war damit 2'B2'. Vorn und hinten befand sich je ein Führerstand.
Der Fahrantrieb war ein Vierzylinder-V-Zweitakt-Dieselmotor mit einer Leistung von 1200 PS (entspr. 882 Kilowatt), der mittig quer zur Fahrtrichtung eingebaut war. Die Pleuel dieses Motors wirkten direkt auf Kurbeln an einer ebenfalls mittig quer angeordneten Blindwelle. Von der Blindwelle wiederum gingen beiderseits Kuppelstangen zu den Treibrädern auf den zwei Treibachsen ab. Für den Anlauf aus dem Stillstand wurde Druckluft in die Antriebszylinder eingespeist, bis eine Geschwindigkeit von 8 bis 10 km/h erreicht war. Danach gingen die Motoren in den Verbrennungsbetrieb über. Für diesen Startmodus hatte die Lok zwei 184-kW-Hilfsdieselmotoren zum Nachfüllen der Druckluftbehälter sowie zum Antrieb der Pumpen für Nebenbetriebe.
Nach anfänglichem Versuchsbetrieb in der Umgebung der Maschinenfabrik Sulzer in Winterthur wurde die Lok zum 4. April 1913 nach Berlin-Grunewald überführt, wo weitere Versuchsfahrten unternommen wurden. Anfangs traten einige Schäden an der Antriebswelle und am Motorzylinder auf.
Der vorgesehene Betrieb erforderte kurzfristig aufeinander folgende Halte- und Anfahrvorgänge; hierbei stellte sich heraus, dass die benötigte Druckluft zum Start von dem Hilfsdiesel nicht schnell genug nachgefüllt wurde, wodurch sich jeweils verlängerte Haltezeiten ergaben. Mit Kriegsausbruch 1914 wurden die Versuche beendet und die Lokomotive verschrottet.

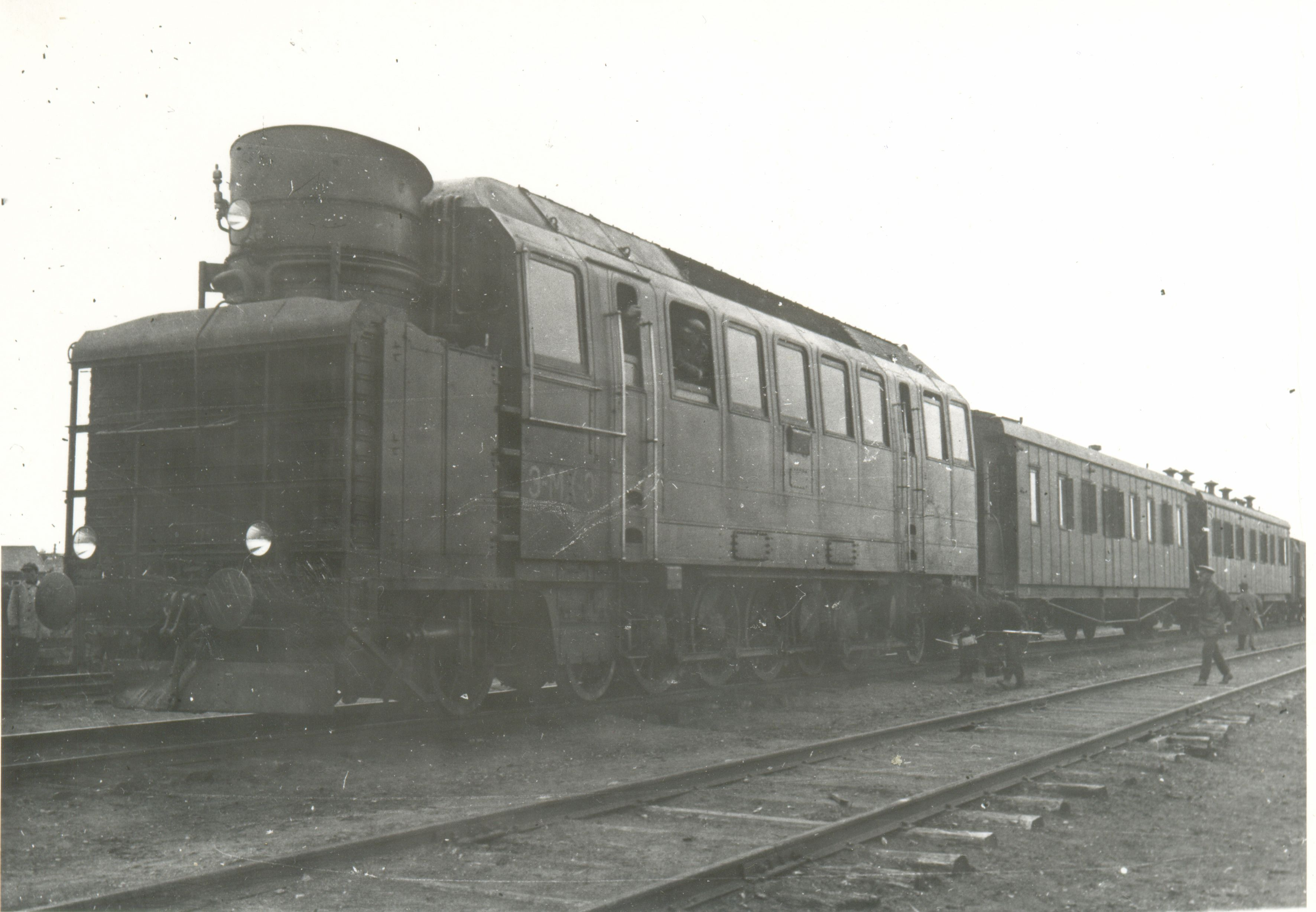
Sowjetische dieselmechanische Lokomotive Э-МХ-3 von 1926

Nachdem zwei Jahre zuvor erfolgreich eine dieselelektrische Lokomotive für die Sowjetunion gebaut und geliefert wurde, wurde 1926 abermals unter der Leitung von Juri Wladimirowitsch Lomonossow, angeblich auf persönliche Weisung von Lenin, bei der deutschen Aktiengesellschaft für Lokomotivbau Hohenzollern eine Diesellokomotive mit diesmal mechanischer Kraftübertragung entwickelt. Sie wurde zunächst als Lok-Nummer Юм005 geführt, später wurde die Bezeichnung in Эмх3 (deutsche Transkription Emch3) geändert. Die Maschine wurde mit der Achsfolge 2'E1' und gemeinsamem Stangenantrieb der Räder gebaut. Angeblich erfolgte die mechanische Kraftübertragung zwischen Dieselmotor und Rädern durch Kupplung mit einem Elektromagneten. Wegen unzuverlässiger Funktionsweise zeigte es sich im Vergleich dazu als billiger und effizienter, Lokomotiven mit dieselelektrischer Kraftübertragung zu bauen.

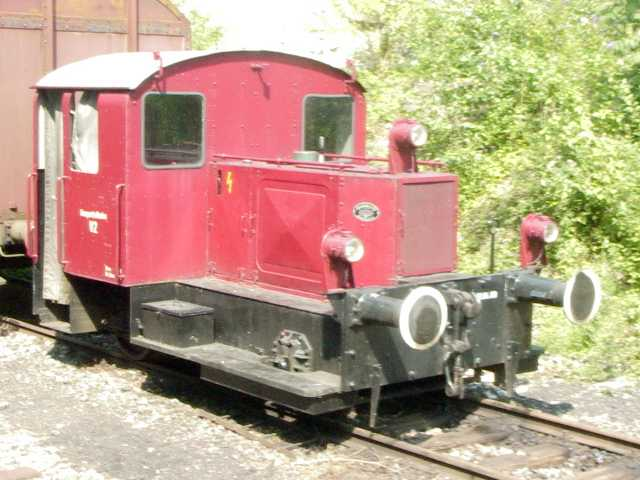
Diesel-mechanisch angetriebene Rangierlokomotive Kö I

Die DR-Kleinlokomotive Leistungsgruppe I mit geringer Antriebsleistung (bis 40 PS) und mit dieselmechanischem Antrieb wurde für leichte Rangieraufgaben entwickelt. Während die DRG schon 1931 für die Lokomotiven der Leistungsgruppe II einige Abmessungen als Norm vorgab, bestellte sie in der Leistungsgruppe I von 1931 bis 1934 die Herstellertypen, um den Beschaffungspreis niedrig zu halten. Diese Lokomotiven wurden von Jung, Orenstein & Koppel, Windhoff und Gmeinder geliefert.
Unterhalb dieser DR-Kleinlokomotive Leistungsgruppe I gab es noch sog. „Traktoren“ oder auch „Rangierschlepper“ welche zwar von der Leistung her in diese Klasse gepasst hätten aber keine Streckenberechtigung besaßen. Beispielhaft sind hier die Breuer Lokomotoren zu nennen, welche in insgesamt fast 1000 Stück gebaut wurden und in vielen Ländern zum Einsatz kamen.

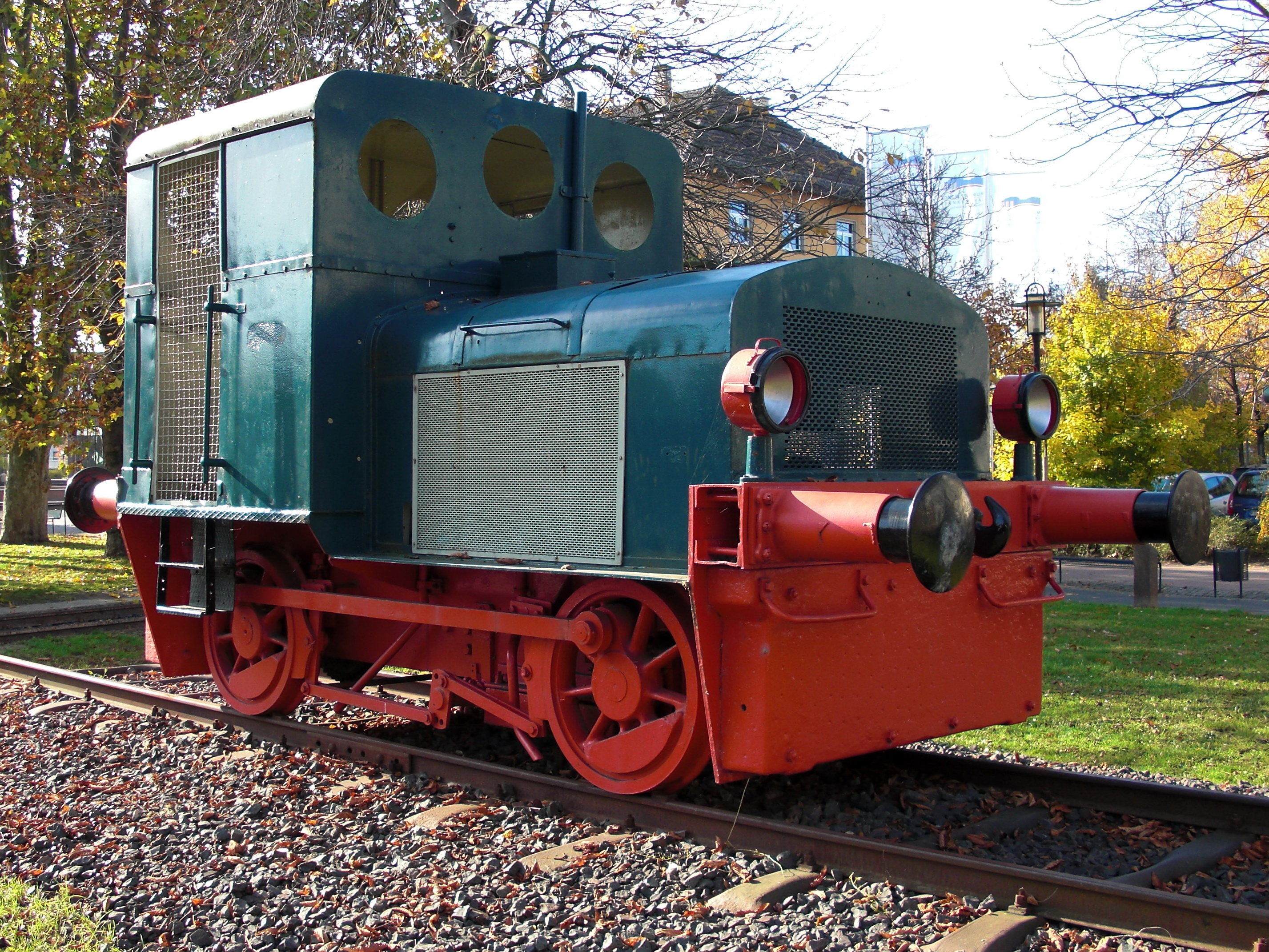
Lokomotivtyp Deutz OMZ 122 R

1932 bis 1942 wurden von den Humboldt-Deutz-Werken insgesamt 176 Lokomotiven des Typs Deutz OMZ 122 R mit der Achsformel B mit dieselmechanischem Antrieb für Werksbahnen gefertigt. Sie hatten eine Motorleistung von 31 kW (40 PS) und ein Vierganggetriebe mit mechanischer Kraftübertragung.
Die zuletzt ab 1933 aufgelegte Serienvariante M 130.3 der tschechoslowakischen Tatra-Turmtriebwagen hatte statt eines Ottomotors einen 120 PS leistenden Dieselmotor und ansonsten ebenfalls die Kraftübertragung über ein Planetengetriebe.
1936 wurde die dieselmechanisch betriebene Wehrmachtslokomotive WR 220 als Rangierlokomotive für die deutsche Luftwaffe beschafft. Der Typ WR 220 B hatte zwei Achsen, der Typ WR 220 C drei, deren Radantrieb gemeinsam über eine Blindwelle und mit Kuppelstangen erfolgte. Hersteller beider Ausführungen waren die Deutschen Werke Kiel (DWK). Die Deutsche Bundesbahn übernahm 14 dieser Lokomotiven als Baureihe V 22.
1936 bis 1939 wurden von den Ardelt-Werken in Eberswalde und Wilhelmshaven insgesamt 54 Lokomotiven mit der Achsformel B mit dieselmechanischem Antrieb für Werksbahnen gefertigt. Sie hatten Motorleistungen zwischen 59 und 132 kW (80–180 PS) und erreichten eine Höchstgeschwindigkeit von 60 km/h.
In den folgenden Jahren wurden bis heute stets weitere ähnliche Kleinlokomotiven mit Dieselmotor und mechanischer Kraftübertragung für Werksbahnen und für Rangierdienste gebaut.

## Ab 1912: Dieselelektrischer Antrieb
Mit Dieselelektrischer Antrieb wird eine Maschinenkonfiguration bezeichnet, bei der ein Dieselmotor einen Generator antreibt, der den elektrischen Strom für die eigentlichen Fahrmotoren erzeugt. Diese Konfiguration wird vielfach bei Diesellokomotiven und Dieseltriebwagen angewendet, da sie eine relativ einfache Konstruktion haben, wenig störanfällig sind und in der Fahrleistung gut zu steuern sind, unabhängig vom Betriebszustand des Dieselaggregates. Der dieselelektrische Antrieb ist beim Stand von 2012 die weltweit meistverbreitete Traktionsart für Schienenfahrzeuge. Eine in geringerem Maße verbreitete Antriebsart mit Dieselmotoren großer Leistung gibt es mit dem dieselhydraulischen Antrieb.

### Erste dieselelektrische Triebwagen

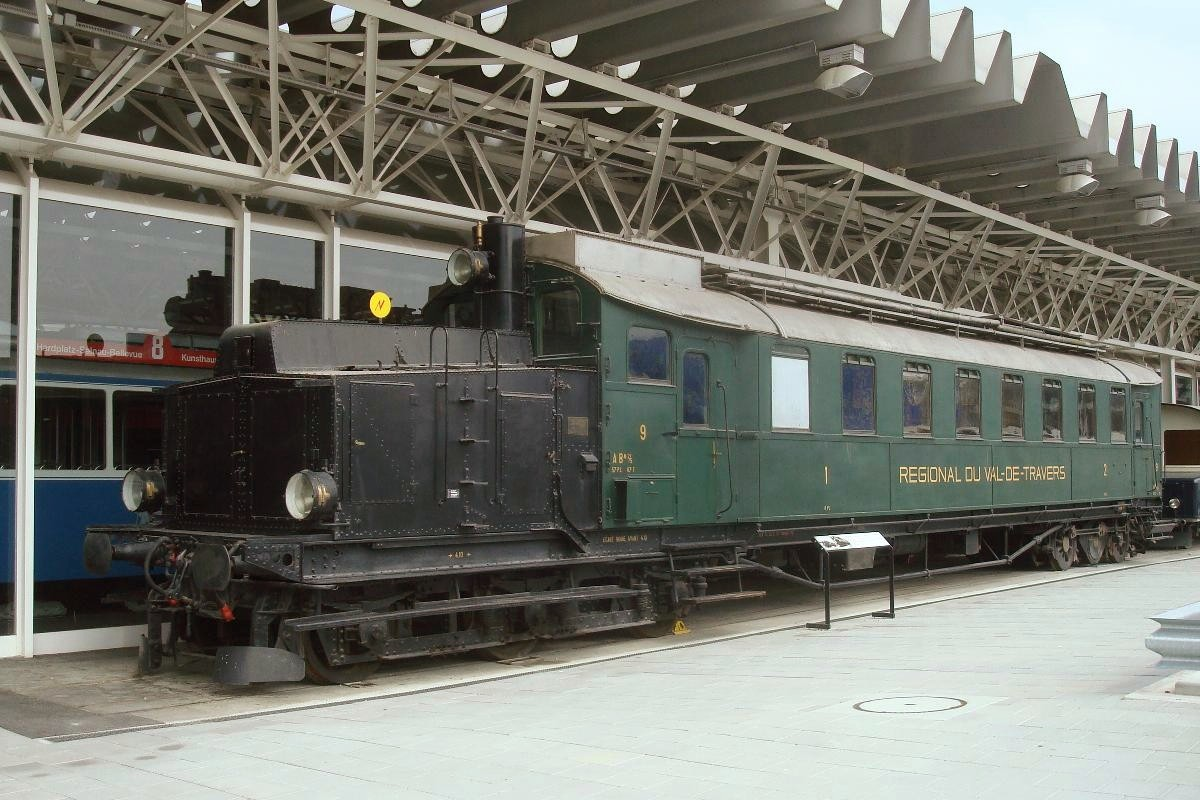
DET 1–2 der Königlich Sächsischen Staatseisenbahnen

Bei ASEA in Schweden wurden im Sommer 1912 zwei dieselelektrische Triebwagen gebaut, bei denen ein Dieselmotor mit 75 PS (55 kW) über einen 50-kW-Gleichstromgenerator zwei parallelgeschaltete Gleichstromfahrmotoren versorgte, die ihrerseits über Tatzlager die Achsen antrieben.
Auf dieser Grundlage entstanden drei Triebwagen für die preußisch-hessischen Staatsbahnen (VT 101 bis 103) und zwei fast baugleiche Exemplare DET 1–2 für die Königlich Sächsischen Staatseisenbahnen. Ebenso wie die zuvor gebauten preußischen VT 2 befanden sich hier der Dieselmotor, und der Generator in einem Vorbau über dem ersten, hier dreiachsig ausgeführten Drehgestell der fünfachsigen Triebwagen, die ebenfalls zusätzlich mit einem Steuerwagen gekoppelt werden konnten.

### Fortentwicklungen im Schnellverkehr

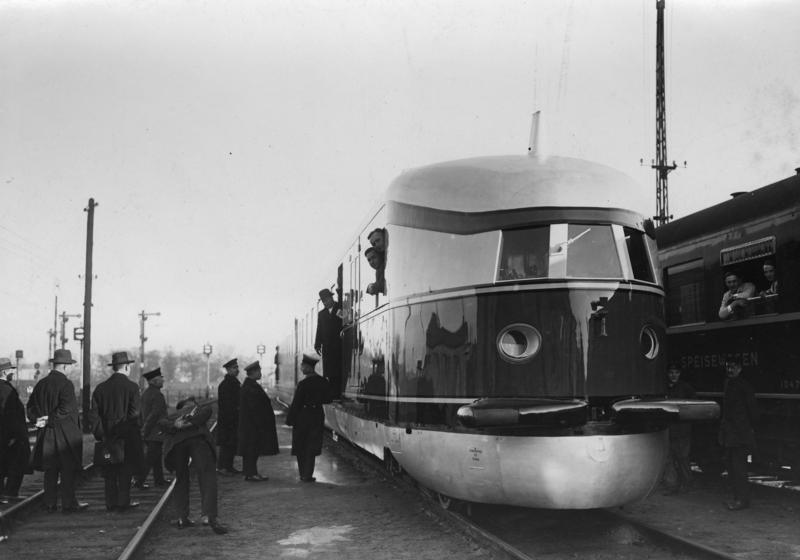
Der Fliegende Hamburger vor der ersten Probefahrt auf dem Lehrter Bahnhof in Berlin

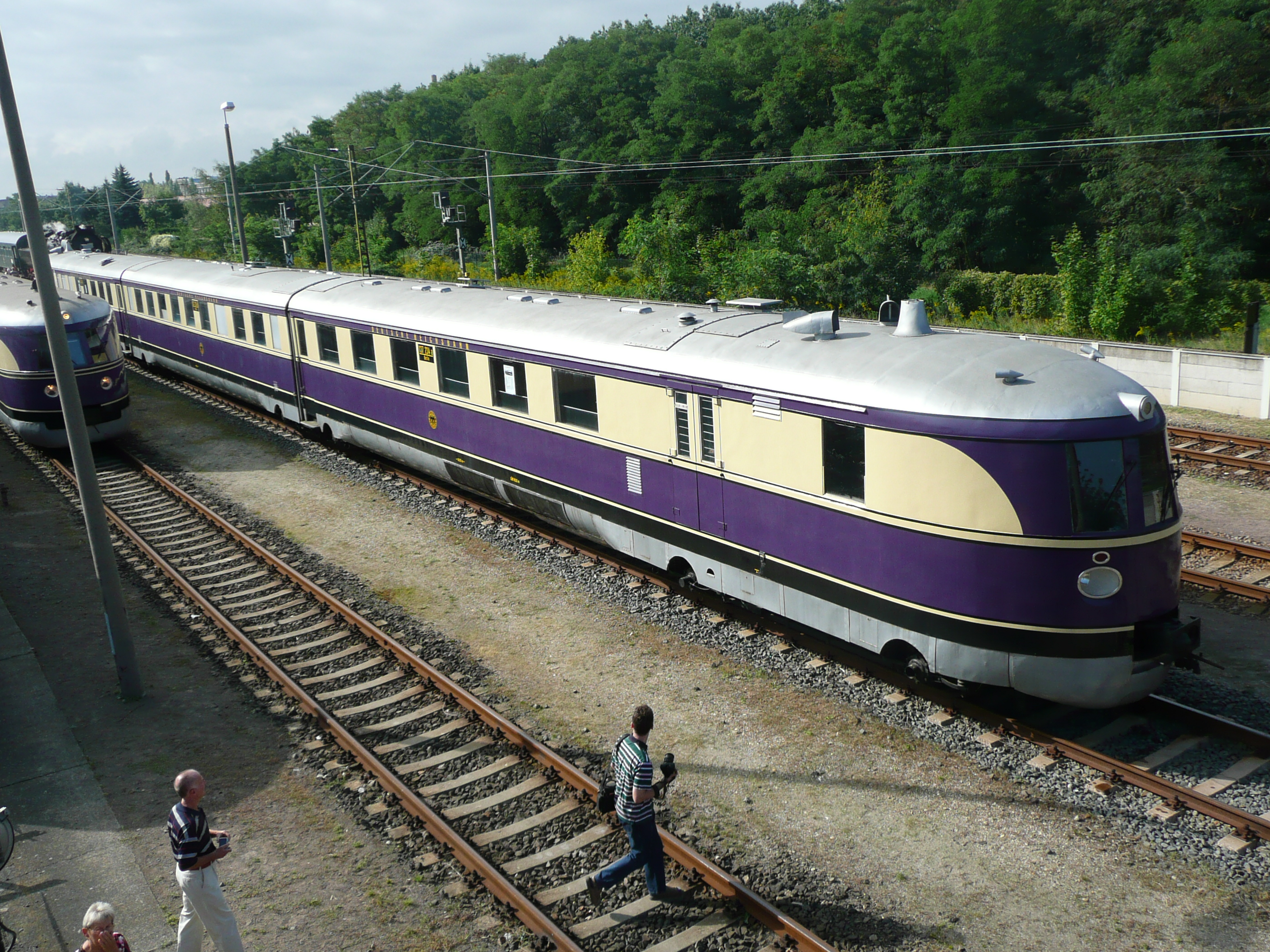
DRG-Schnelltriebwagen Bauart Leipzig

Ab den 1930er Jahren wurden dieselelektrische Triebwagen im Schnellverkehr eingesetzt, in Deutschland mit dem „Fliegenden Hamburger“ von 1932, (später DB Baureihe VT 04.0) der Deutschen Reichsbahn Gesellschaft (DRG). Dieser war zugleich der erste Stromlinienzug in planmäßigem Einsatz. Mit ihm wurde ab 1933 zwischen Berlin und Hamburg die damals weltweit schnellste Zugverbindung hergestellt. Der aus zwei zusammengekuppelten Wagenhälften bestehende Triebzug wurde im Februar 1932 bei der Waggon- und Maschinenbau AG Görlitz (WUMAG) von der DRG bestellt. Ausgeliefert wurde er Ende 1932 und abgenommen im Februar 1933.
Eine Probefahrt am 19. Dezember 1932 zwischen dem Lehrter Bahnhof und dem Hamburger Hauptbahnhof legte der Schnelltriebwagen mit einem Geschwindigkeitsrekord zurück. In 142 Minuten hatte der Zug die Strecke von 286 km bewältigt.
Neu am Fliegenden Hamburger waren die Stromlinienform, die in Windkanalversuchen entwickelt wurde, die Leichtbauweise und der dieselelektrische Antrieb. Jeder der beiden Wagen hatte einen Maybach-Zwölfzylinder-Dieselmotor G05 mit daran angeschlossenem Gleichstrom-Generator und elektrischen Tatzlager-Fahrmotoren. Mit einer Leistung von 2×420 PS (2×302 kW) wurde bei Versuchsfahrten eine Höchstgeschwindigkeit von 175 km/h erreicht; für den planmäßigen Einsatz wurde eine Höchstgeschwindigkeit von 160 km/h festgelegt. Der Maybach-Motor ist in seiner letzten Ausbaustufe als GT06 noch heute in diversen Loks der DB-Baureihe V 60 eingesetzt.
Der DRG 877 war Prototyp für weitere Schnelltriebwagen:
- die 2-teilige Bauart Hamburg DRG 137 149 bis 152 und 137 224 bis 232, sowie davon abgeleitete Bauarten:
- die 3-teilige Bauart Leipzig DRG 137 153 bis 154 und 137 233 bis 234
- die 3-teilige Bauart Köln DRG 137 273 bis 278 und DRB 137 851 bis 858
- die 4-teilige Bauart Berlin DRB 137 901 bis 903
- die 4-teilige Bauart München DRG 137 904 bis 911 (durch die Kriegsereignisse nicht mehr realisiert)

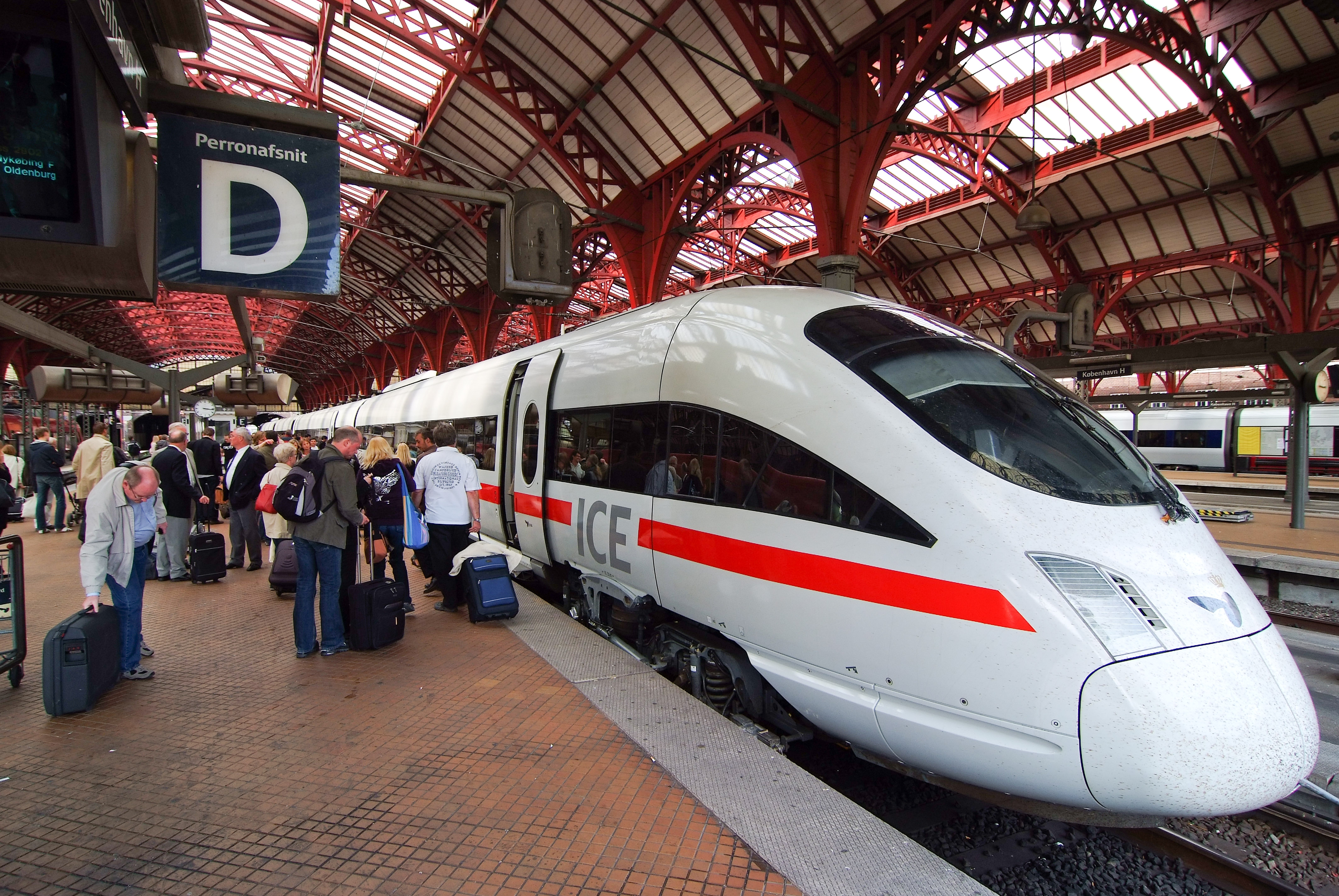
ICE-Dieseltriebzug im Hauptbahnhof Kopenhagen

Im Zweiten Weltkrieg wurde der Triebwagen abgestellt. Ab 1945 wurde er von der französischen Besatzungsmacht als Reisezug eingesetzt und 1949 an die Deutsche Bundesbahn zurückgegeben, die ihn 1951 modernisierte u. a. erhielt er an beiden Enden Scharfenberg-Kupplungen um ihn zusammen mit den weiteren VT 04 einsetzen zu können. Der Triebwagen wurde 1957 abgestellt.
Auch in den USA wurde in der Folge dieser Antrieb auf Stromlinienfahrzeuge angewendet, die damals auf dem amerikanischen Kontinent die schnellsten Schienenfahrzeuge überhaupt waren.

### Erste dieselelektrische Lokomotiven

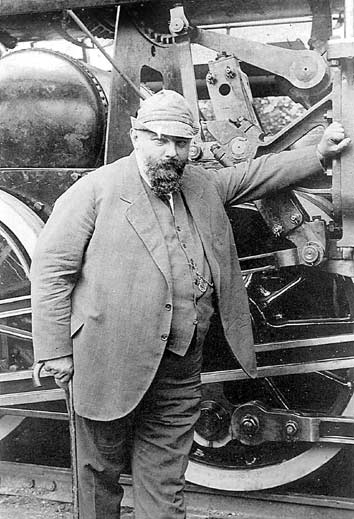
Juri Wladimirowitsch Lomonossow

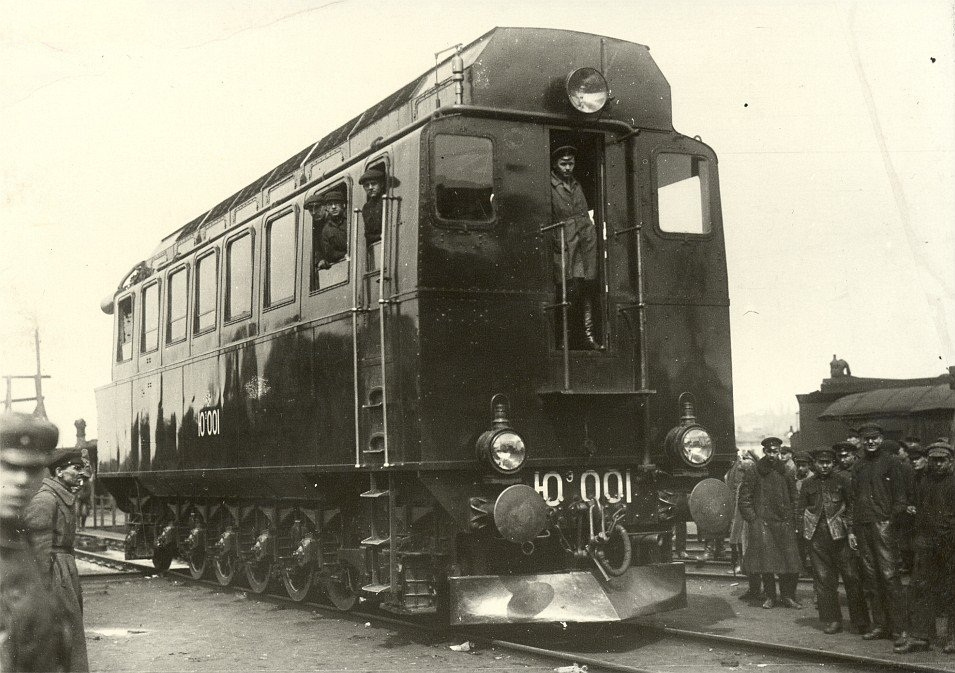
Dieselelektrische Lokomotive Юэ 001 in Kiew

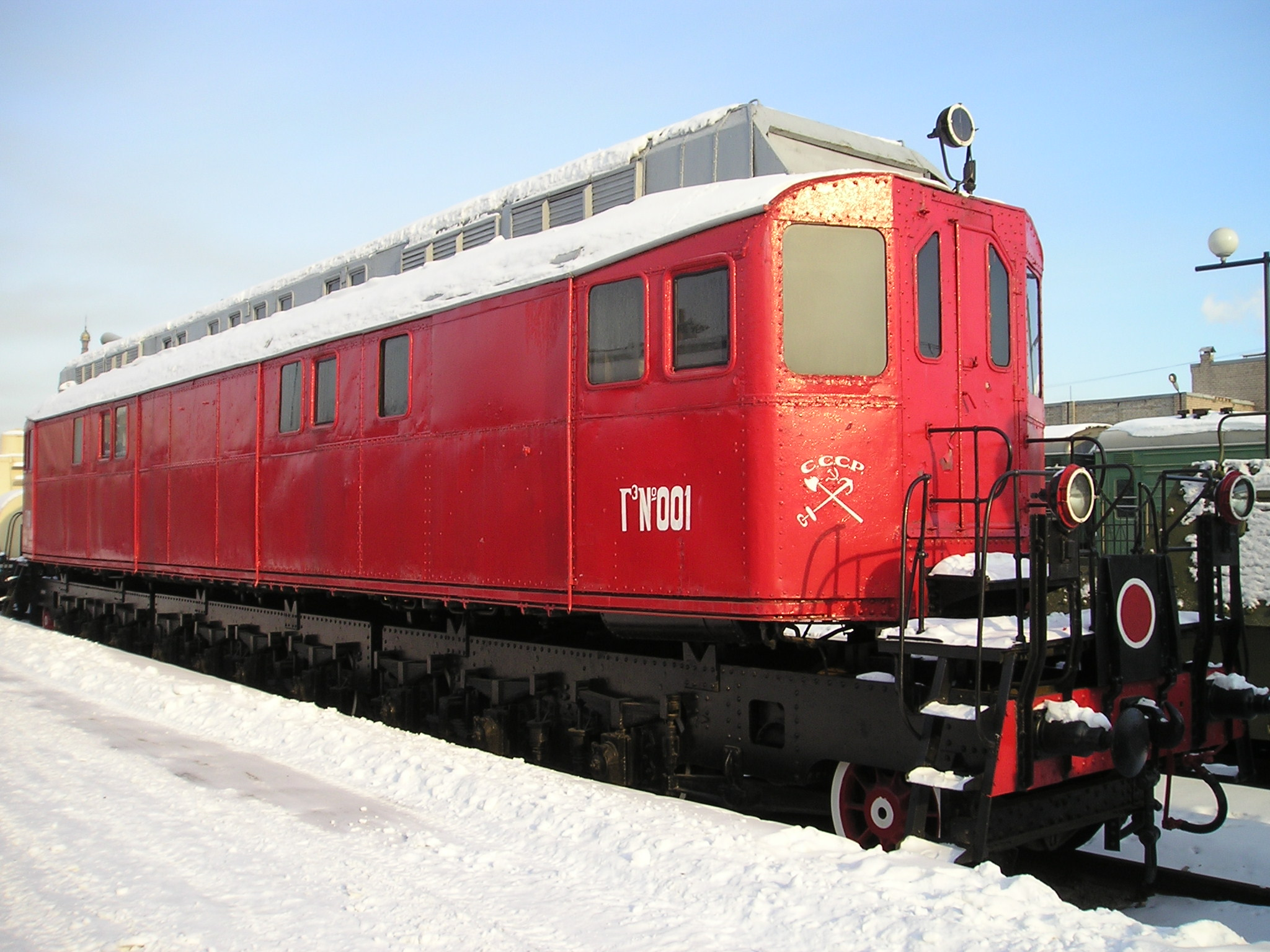
1' Co' Do Co' 1'-Lok Щэл1 der SŽD von 1924

In den Jahren ab 1919 leitete der promovierte russische Verkehrswissenschaftler Juri Wladimirowitsch Lomonossow eine Außenhandelskommission im Deutschen Reich. In diesem Rahmen informierte er sich intensiv über den Lokomotivbau in Deutschland. Schließlich beschloss er, mit einem Team von Ingenieuren und Wissenschaftlern eine Diesellokomotive mit elektrischer Kraftübertragung für den Einsatz auf der Transsibirischen Eisenbahn zu konstruieren. In der Folge wurde von 1923 bis 1924 in der Maschinenfabrik Esslingen eine Maschine mit der Achsfolgebauart 1'Eo 1' gebaut. Zu der Entstehungsgeschichte schreibt Wolfgang Messerschmidt: „Lomonosoff bestellte schließlich auf eigene Faust bei der Hohenzollern AG in Düsseldorf. Das Vorgehen wurde glücklicherweise noch nachträglich vom Rat der Volkskommissare gebilligt. Als aber 1923 die französische Besetzung des Rheinlands begann, traf Lomonosoff mit Hohenzollern ein zusätzliches Abkommen, wonach der Bau seines Lieblingskindes – der dieselelektrischen Lokomotive – der Maschinenfabrik Esslingen übertragen wurde.“
Der dazu verwendete Dieselmotor mit 1200 PS (882 kW) Leistung trieb einen Gleichstromgenerator von 800 kW Leistung an, mit dessen elektrischer Energie die fünf parallel geschalteten Fahrmotoren betrieben wurden. Im Frühjahr 1924 wurde die fertige Lokomotive im Werk erfolgreich getestet und zu Versuchsfahrten auf die Breitspurstrecken der sowjetischen Eisenbahnen überführt. Danach wurde die Maschine im Februar 1925 unter der Bezeichnung Юэ 001 in den Bestand der sowjetischen Eisenbahnen übernommen. Diese Lokomotive gilt als die erste betriebstaugliche Streckendiesellokomotive der Welt. Trotz der zufriedenstellenden Leistungen wurde dieser Typ jedoch nicht in Serie gefertigt.
Im Baltischen Werk in St. Petersburg wurde am 5. August 1924 die dieselelektrische Lokomotive Щэл1 für die Sowjetischen Eisenbahnen (SŽD) fertiggestellt. Nach den Entwürfen von Jakow Modestowitsch Gakkel wurde sie mit 10 Treibachsen mit jeweils eigenen Fahrmotoren gebaut. Diese waren auf 3 (Drehgestell)-Rahmen verteilt, woraus sich bei der mittigen Anordnung von vier Treibachsen die seltene Achsfolge 1' Co' Do Co' 1' ergab (unter der Annahme, dass die Laufräder selbst auch beweglich montiert waren). Die Leistung des Dieselmotors wird mit 1000 PS angegeben. Die Maschine war von 1925 bis 1927 auf der Strecke Moskau – Kursk und im Kaukasus eingesetzt. Aufgrund häufiger Reparaturen, wurde sie ab 1934 nur noch als Kraftwerk zur Stromlieferung benutzt.

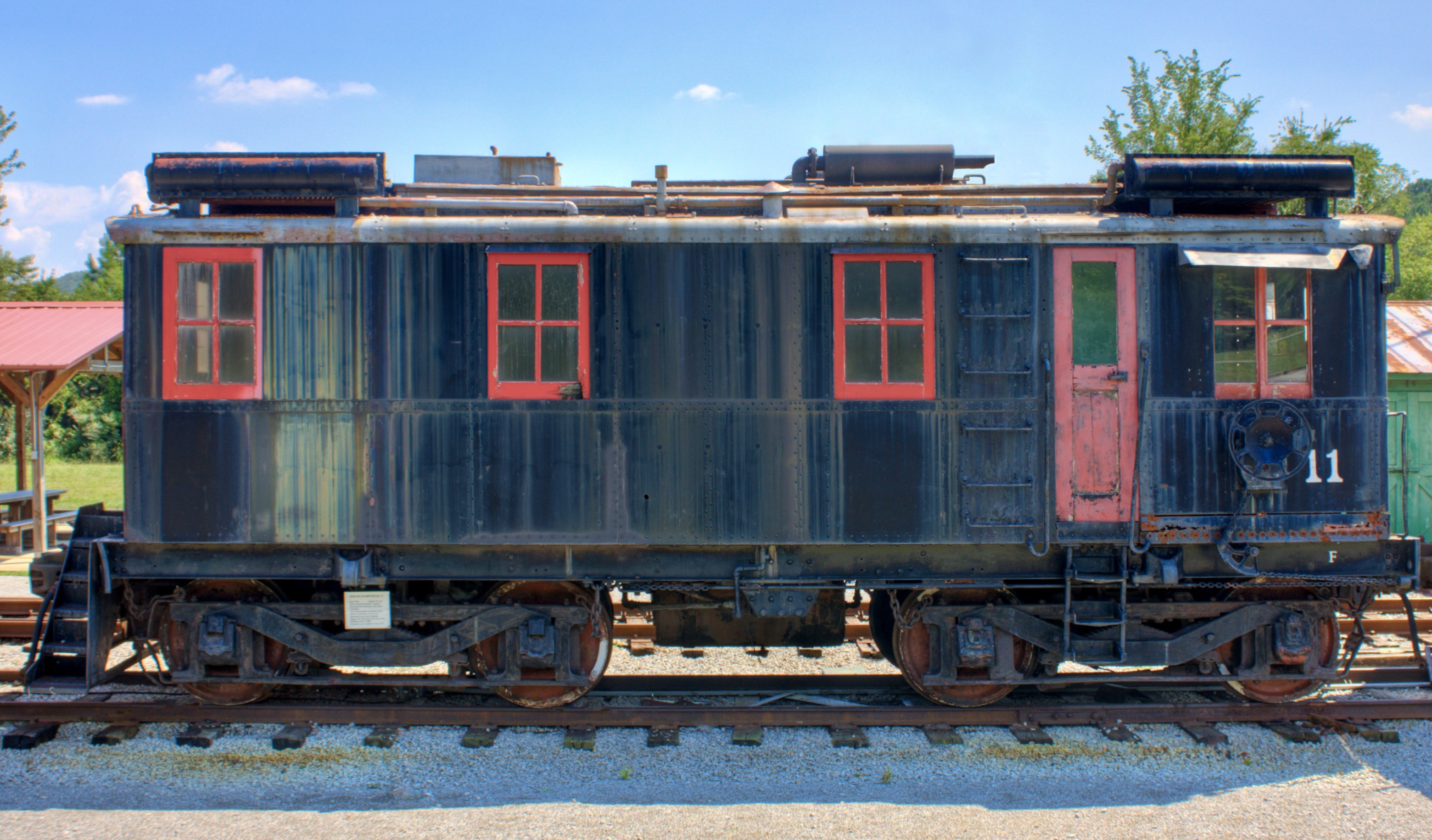
ALCO-„Boxcab“ von 1925 als Museumsstück

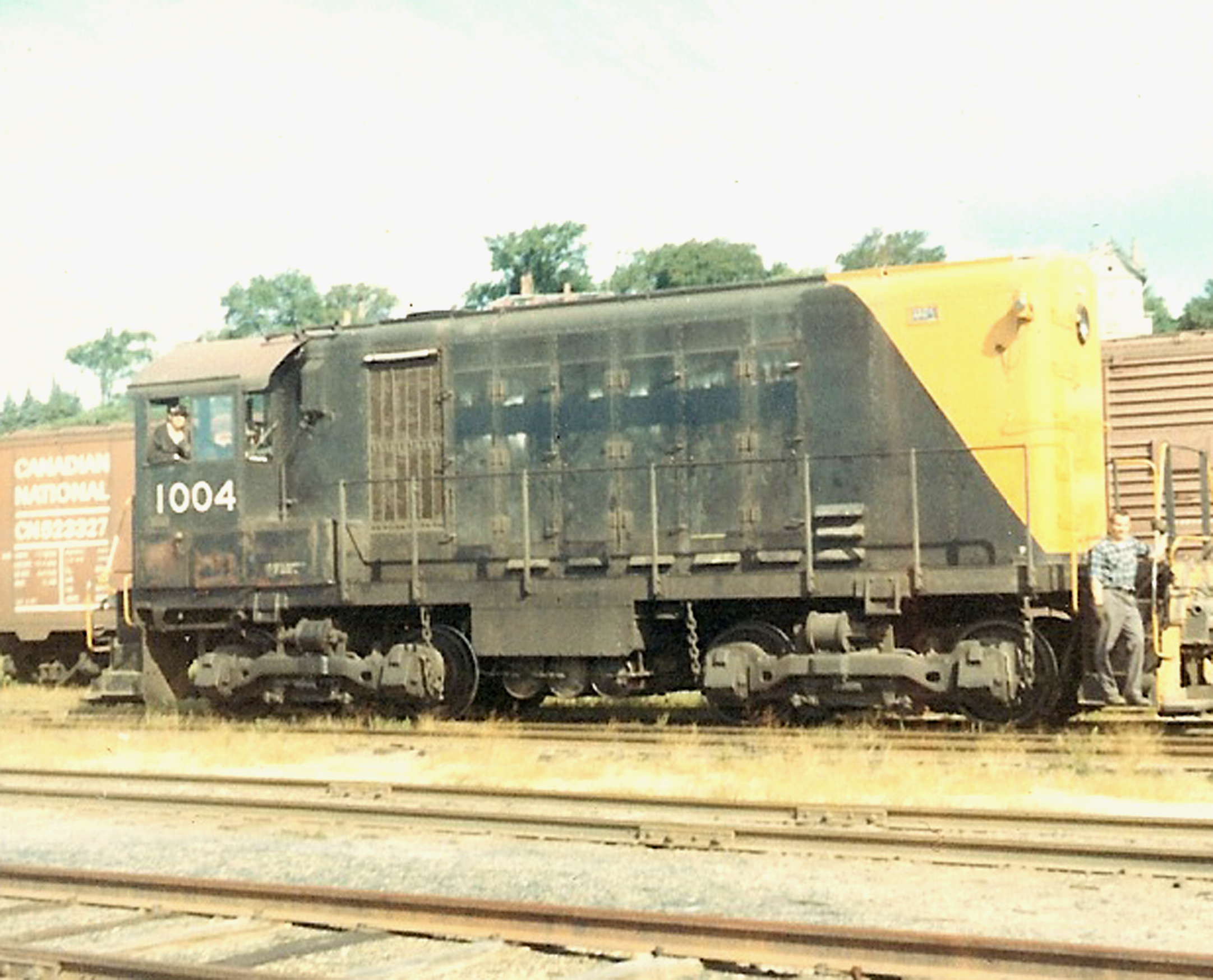
ALCO – HH-Serie von 1931

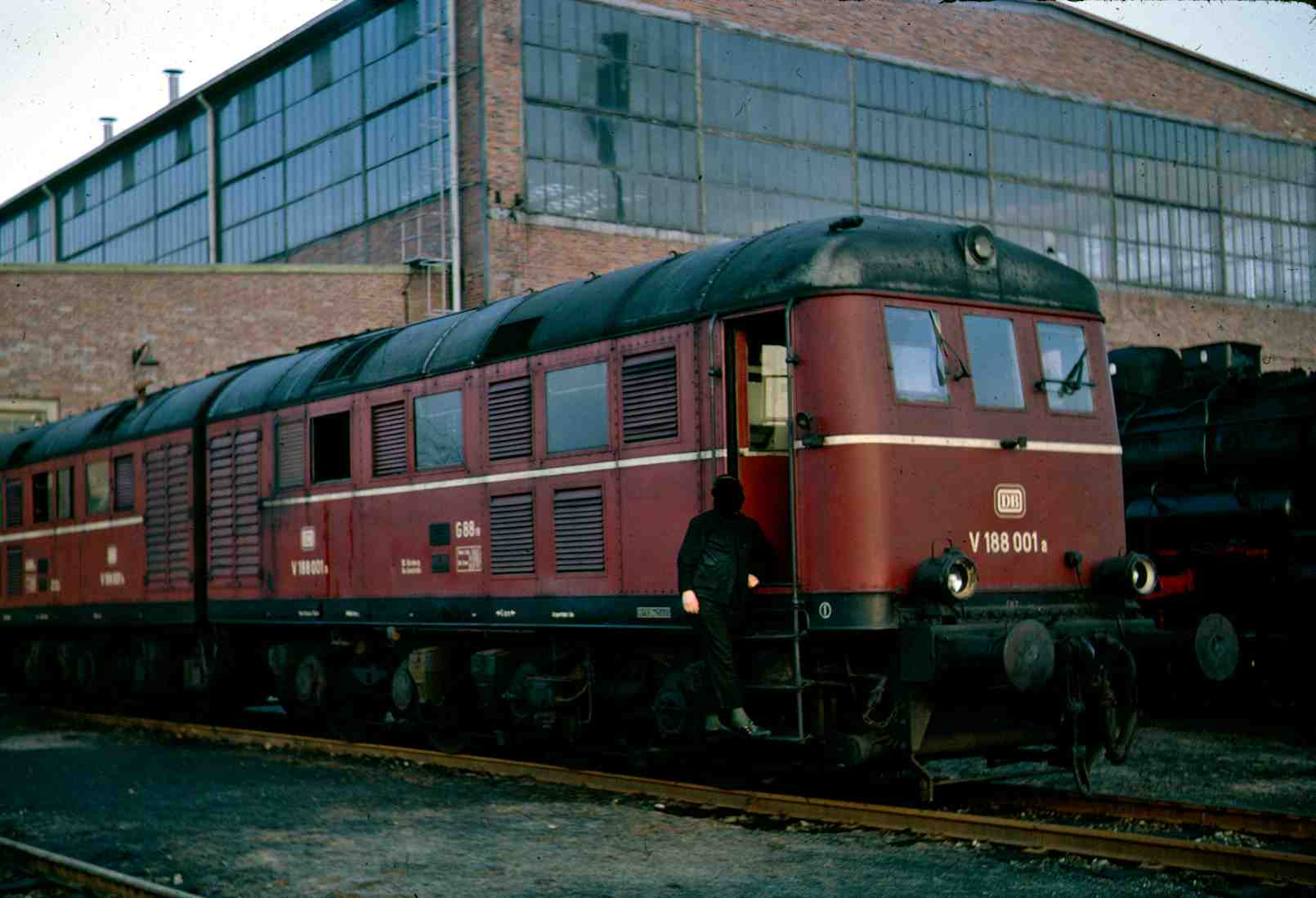
Wehrmachtslokomotiven D 311, umgezeichnet als V 188 der Deutschen Bundesbahn

Eines der ersten Unternehmen, die dieselelektrische Lokomotiven im großen Stil auf den Markt brachten, war die American Locomotive Company (ALCO). Ihre in 30 Exemplaren von 1925 bis 1928 gebauten Boxcabs werden als die ersten kommerziell erfolgreichen Diesellok-Typen bezeichnet. Sie hatten einen Generator für 600 Volt Gleichstrom und vier Traktionsmotoren mit einer Gesamtleistung von 220 kW. 1931 wurde bei ALCO mit der Serienproduktion der HH-Serie begonnen, von der 177 Exemplare gebaut wurden. Sie hatten eine Leistung von 450 kW.
1935 entwickelte die Schweizer Firma Brown, Boveri & Cie. die sogenannte Servofeldregelung, welche die Feldschwächung des elektrischen Generators steuert. Gemeinsam mit der angeschlossenen Füllungsregelung des Dieselmotors konnte so eine effektive mehrstufige Drehzahl- und Spannungsregulierung verwirklicht werden. Das System wurde in Folge in viele dieselelektrische Lokomotiven eingebaut.
1941 wurden für die deutsche Wehrmacht die Doppellokomotiven vom Typ D 311 gebaut, die mit der Achsfolge Do+Do jeweils acht dieselelektrisch angetriebene Radsätze hatten bei einer Leistung von zweimal 660 kW = 1.320 kW. Die insgesamt vier gebauten Lokomotivpaare sollten zum Verschub und Rangieren der schwersten Eisenbahngeschütze der Wehrmacht dienen.

### Weiterentwicklungen im Güterverkehr

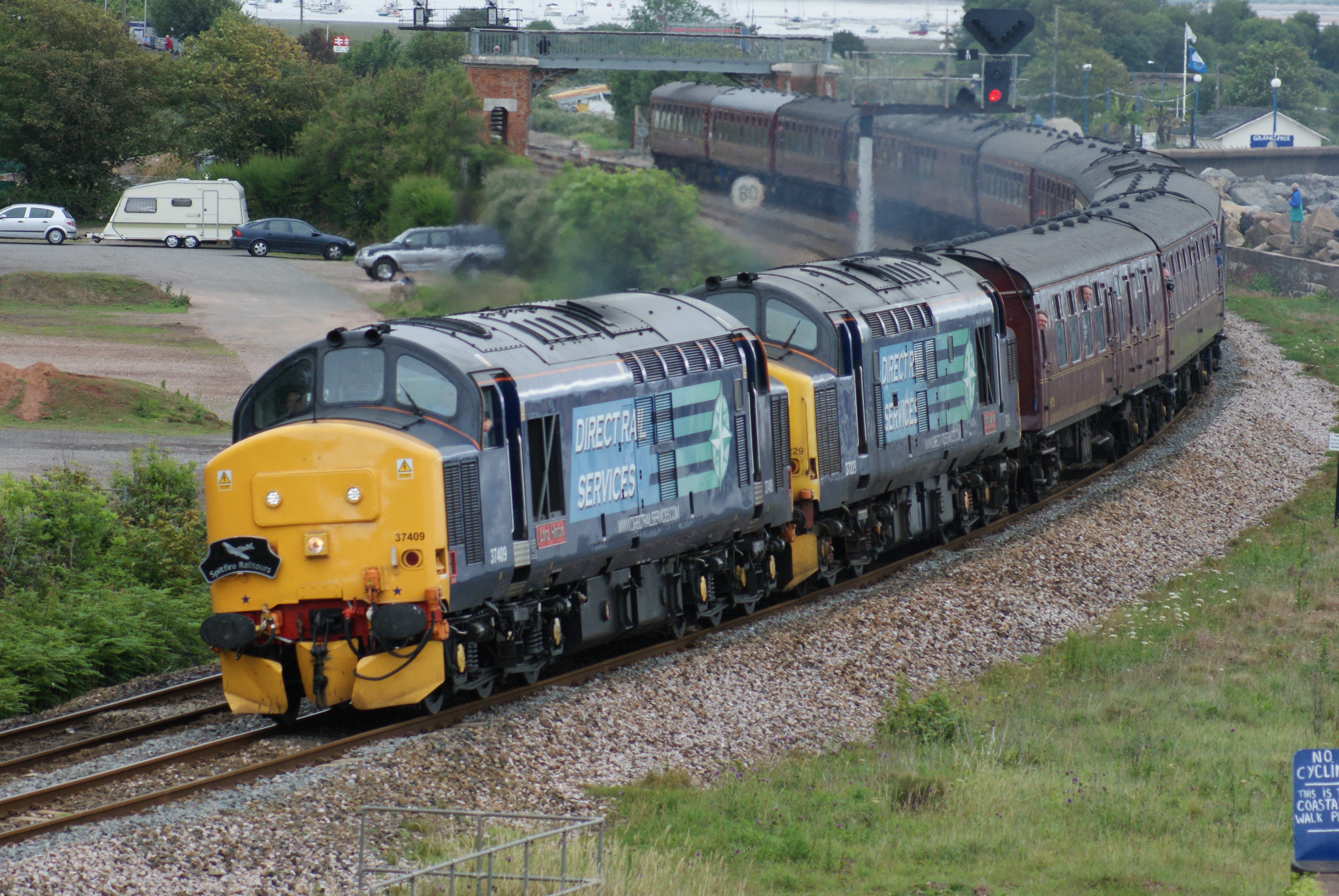
British Rail Class 37, zwei Maschinen des „Cab-Unit“-Typs in Doppeltraktion

Vor allem in den USA wurden verschiedene Konfigurationen von Diesellokomotiven entwickelt.
Der verbreitetste Typ der Diesellokomotive war in den USA zunächst der sogenannte Cab-Unit mit zwei hochgesetzten Führerständen an beiden Enden des breiten Wagenkastens. Dieser Typ ist heute noch der gebräuchlichste in Europa.

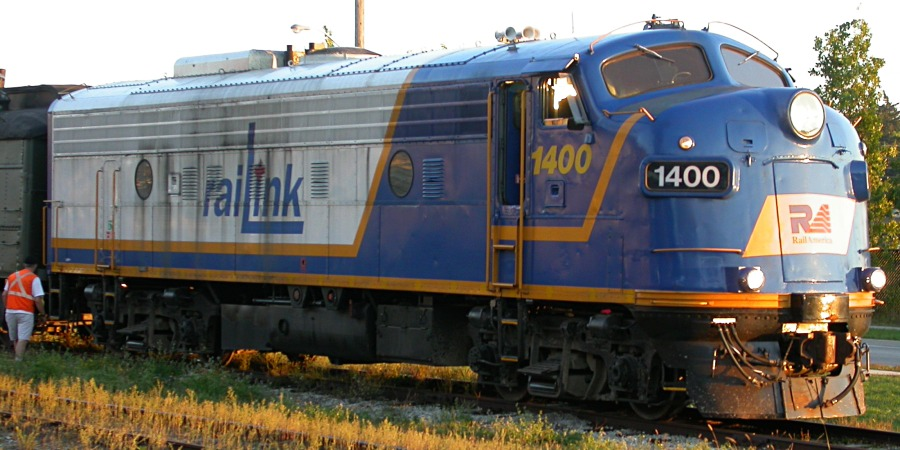
Amerikanische Diesellok vom Typ „A-Unit“

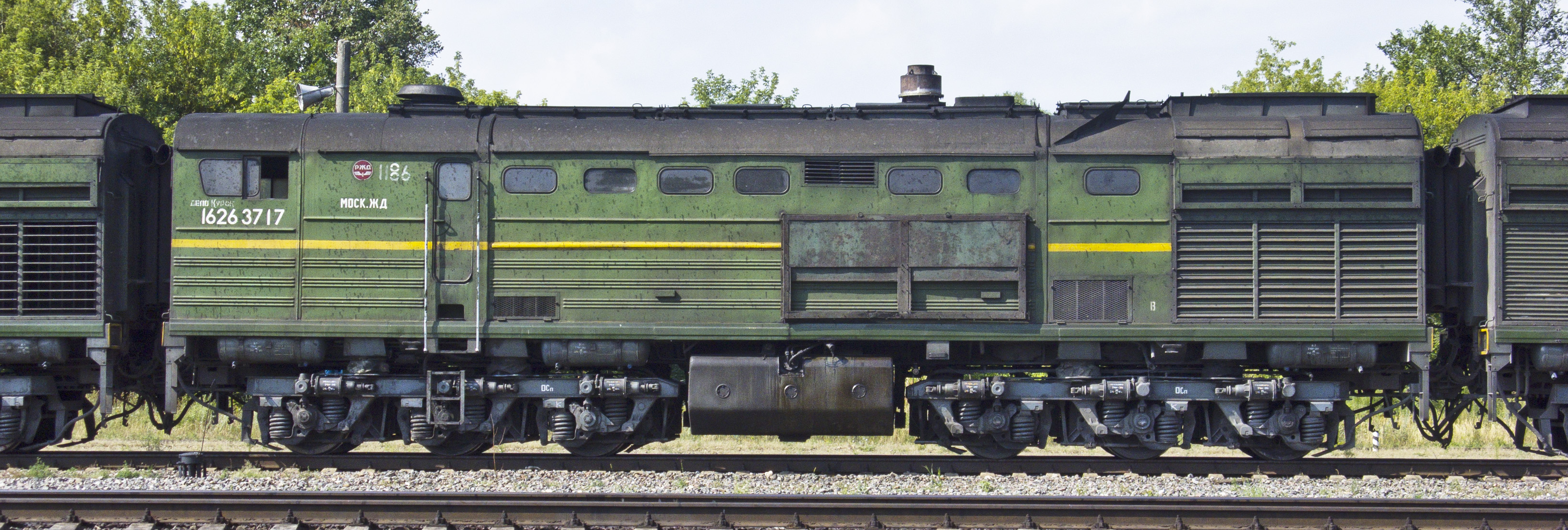
Russische „B-Unit“-Maschine

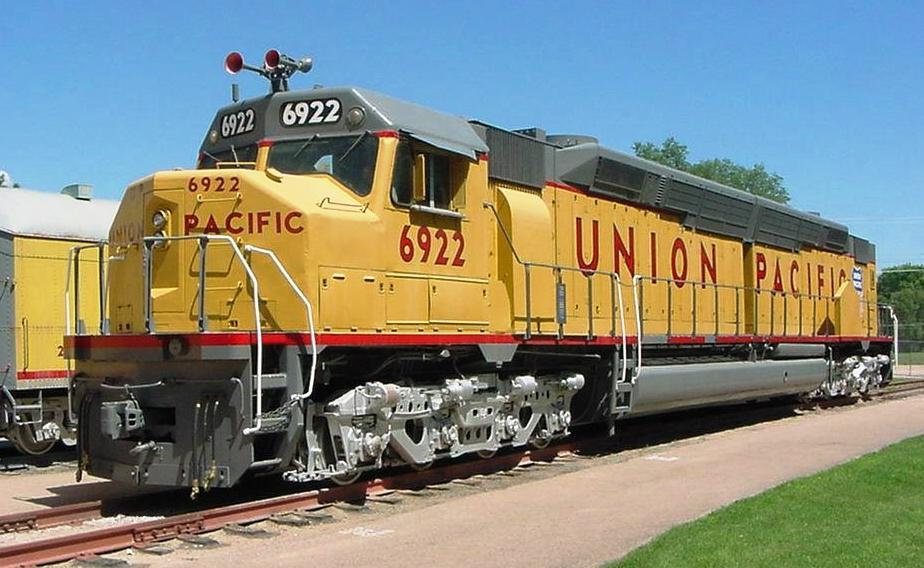
Die EMD DDA40X der Union Pacific Railroad, ein Vertreter des Hood-Unit-Typs, leistet fast 5.000 kW und ist 90 m.p.h. (145 km/h) schnell

In den 1930er bis 1950er Jahren kam in den USA das Konzept der „A- und B-Units“ auf, wobei die „A-Units“-Maschinen mit nur einem Führerstand und glatter Rückwand und die „B-Units“ solche ohne Führerstand mit glatten Enden waren. Mit dieser Konfiguration war es möglich, Leistungen von beliebiger Höhe durch Kombinieren von entsprechend vielen „B-Units“ mit einer „A-Unit“ zusammenzufassen.
Bei den Cab-Units sowie auch den A-/B-Units wurde die schlechte Sicht nach hinten auf den Zug als nachteilig betrachtet, es setzte sich die Erkenntnis durch, dass die kostengünstigere Konstruktion der B-Units sich nicht rentierte gegenüber der verringerten Einsatzfähigkeit durch das Fehlen des Führerstandes. Daraus entwickelte sich die Form der „Hood Units“ mit breit gebautem und mit rückseitigen Fenstern mit Sicht entlang der eng an den Motoren anliegenden Haube versehenen Einzelführerstand. Lediglich auf den langen Strecken im Westen der USA wurde noch das Konzept der A- und B-Units länger beibehalten. Letztmals wurden in den USA „B-Units“ von der Atchison, Topeka and Santa Fe Railway 1991 geordert. Allerdings wird diskutiert, wieder „B-Units“ zu verwenden, die funkgesteuert ohne Personal auf der Maschine im Rangierbetrieb fahren könnten.
Der technische Höhepunkt im europäischen Diesellokomotivbau mit elektrischer Kraftübertragung waren die 2940 kW (4000 PS) leistenden, Lokomotiven der DR-Baureihe 142, die 1977/78 von der Lokomotivfabrik Woroschilowgrad in die DDR geliefert wurden; sie wurden 2006 von der in Deutschland gebauten Voith Maxima mit hydrodynamischer Kraftübertragung und einer Leistung von 3.600 kW (4.896 PS) übertroffen.
Die bisher leistungsstärksten Diesellokomotiven waren jedoch die US-amerikanischen, 1969 von Electro-Motive Diesel für die Union Pacific Railroad gebauten dieselelektrischen Do'Do'-Maschinen EMD DDA40X mit einer Leistung von 4.920 kW (6.690 PS).

## 1927: Lokomotive mit Dieselmotor und pneumatischer Übertragung
1924 erteilte die DR einen Auftrag zur Entwicklung einer leistungsfähigen Diesellokomotive für den Personenzugdienst. Zur Kraftübertragung von dem aus dem U-Boot-Bau stammenden 6-Zylinder-Dieselmotor auf die Treibräder wurde mit nachgeschaltetem Luftverdichter ein pneumatisches System verwendet, das im mechanischen Prinzip dem Dampflok-Antrieb mit zwei Antriebszylindern und drei gekuppelten Treibachsen (Achsfolge 2'C2') gleichkam.
Das Fahrzeug wurde 1927 fertiggestellt und 1929 nach Probefahrten als V 3201 bei der Reichsbahndirektion Stuttgart in den Dienst genommen. 1930 wurde sie in V 120 001 umgezeichnet. Sie bewährte sich jedoch nicht, da die beim Verdichten der Pressluft zusätzlich mit Nutzung der Motorabgase zugeführte Wärmeenergie zu schnell wieder durch Abkühlung verloren ging. So wurde diese Lok 1933 wieder aus dem Dienst genommen. In der Nachfolge wurde die V 140 001 mit hydraulischer Kraftübertragung entwickelt.

## Ab 1934: Dieselhydraulischer Antrieb
Mit Dieselhydraulischer Antrieb wird eine Maschinenkonfiguration bezeichnet, bei der ein Dieselmotor auf ein Flüssigkeitsgetriebe einwirkt, das die Drehung der Antriebswelle der Dieselmaschine auf die Räder überträgt. Diese Konfiguration wird vor allem in Deutschland bevorzugt, da sie weniger wiegt als der dieselelektrische Antrieb.

### Erste dieselhydraulische Lokomotiven

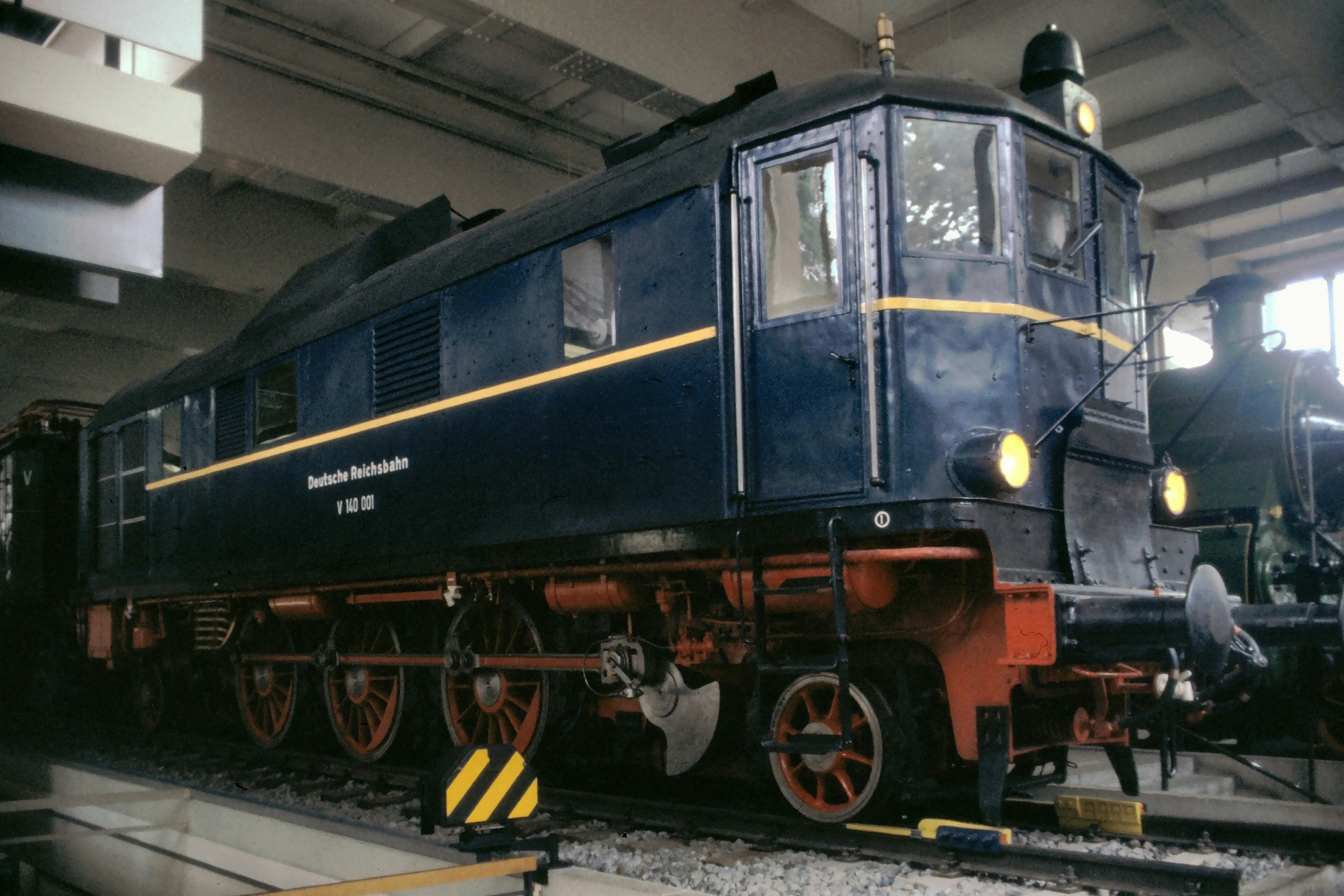
Diesellok V 140

Die Deutsche Reichsbahn vergab 1934 den Auftrag zur Entwicklung einer Diesellokomotive mit hydrodynamischen Getriebe und einer Leistung von über 1000 Kilowatt. Nach den Vorgaben für die Leistung und die Höchstgeschwindigkeit entwarf das Reichsbahn-Zentralamt in München unter Beteiligung der Firmen Krauss-Maffei, Voith und MAN die V16 101, ab 1936 als DR V 140 001 nummeriert. Sie hatte die Achsfolge 1'C1', mit einem Stangenantrieb der drei Treibachsen, ein Gewicht von 83 Tonnen, erreichte eine Höchstgeschwindigkeit von 100 km/h bei einer Dauerleistung von 1030 kW (1400 PS).

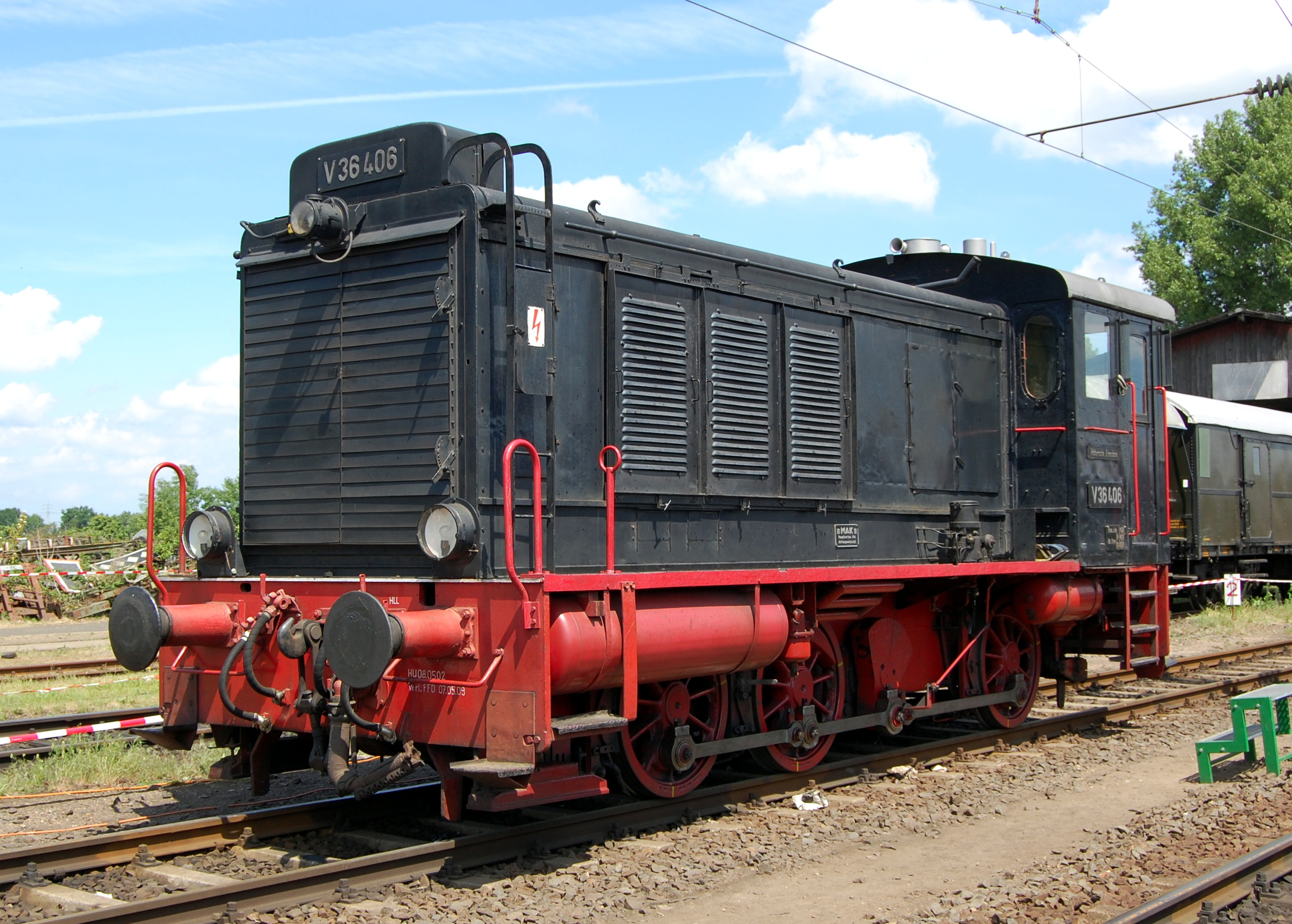
Wehrmachtslokomotive WR 360 C 14

In der Folge gab es durch Eintritt des Zweiten Weltkriegs vor allem für militärische Zwecke weitere Diesellok-Typen, die (mit Ausnahme der Wehrmachtslokomotive D 311) alle dieselhydraulisch angetrieben waren: die schmalspurigen Heeresfeldbahnlokomotiven der Typen HF 130C und HF 200 D, sowie die Wehrmachtslokomotiven der Typen WR 200 B 14, WR 360 C 14 und WR 550 D 14.
Sowohl die Heeresfeldbahnlokomotiven als auch die Wehrmachtslokomotiven hatten vor dem Führerhaus einen quaderförmigen Motorvorbau mit einem Viertakt-Dieselmotor, der über ein Strömungsgetriebe von Voith eine Blindwelle antreibt, an der über eine Kuppelstange die Treibräder gemeinsam gedreht werden. Die Motorleistungen betrugen 130 bis 550 PS, die Höchstgeschwindigkeiten 30 bis 55 km/h.

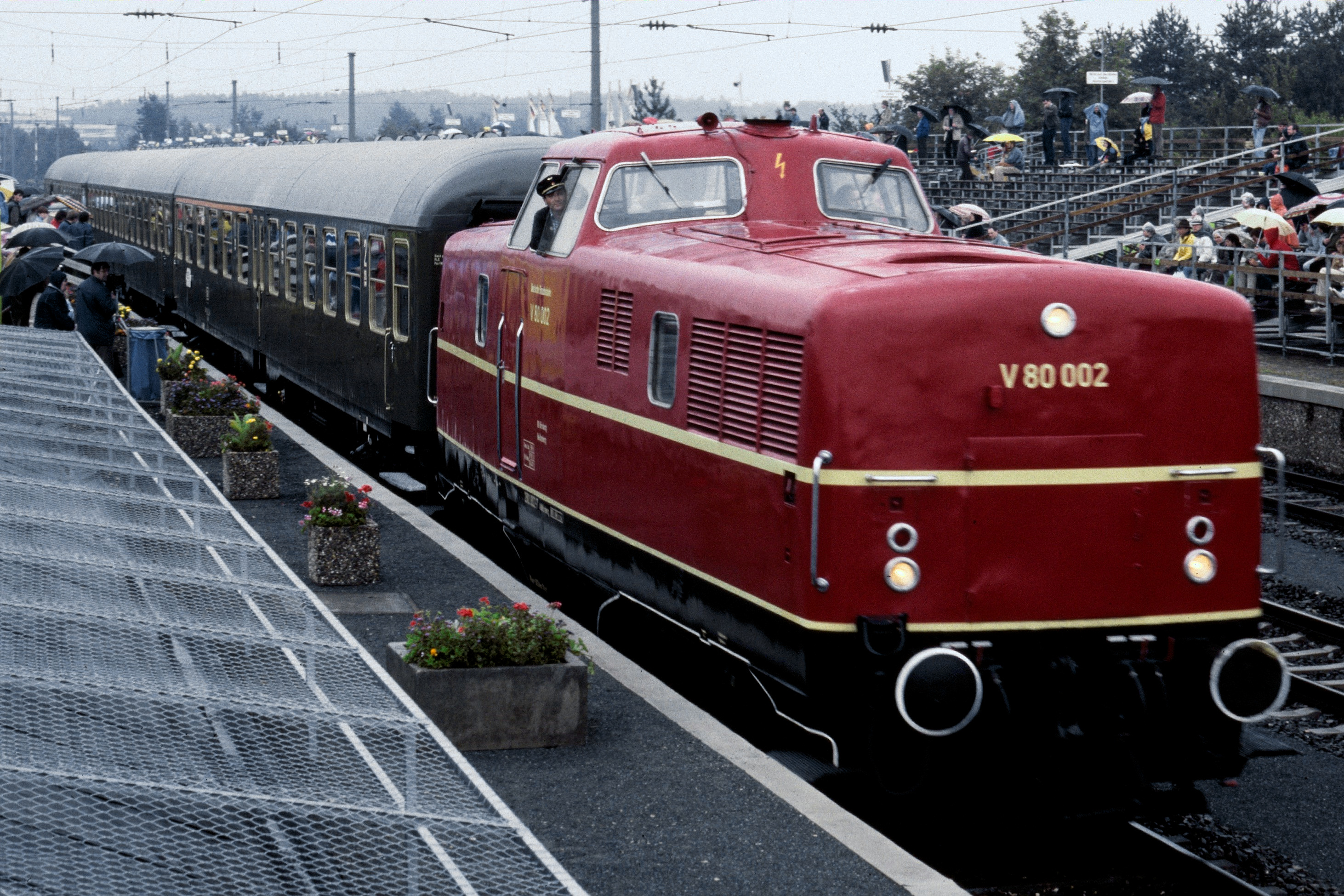
V80 002 in Nürnberg-Langwasser

Die DB-Baureihe V 80 war die erste, neu entwickelte Diesellokomotive der Deutschen Bundesbahn für den Streckendienst. Die Baureihe wurde 1952 in einer Anzahl von nur 10 Exemplaren gebaut, bildeten aber die Grundlage aller weiteren Entwicklungen der DB auf diesem Sektor.

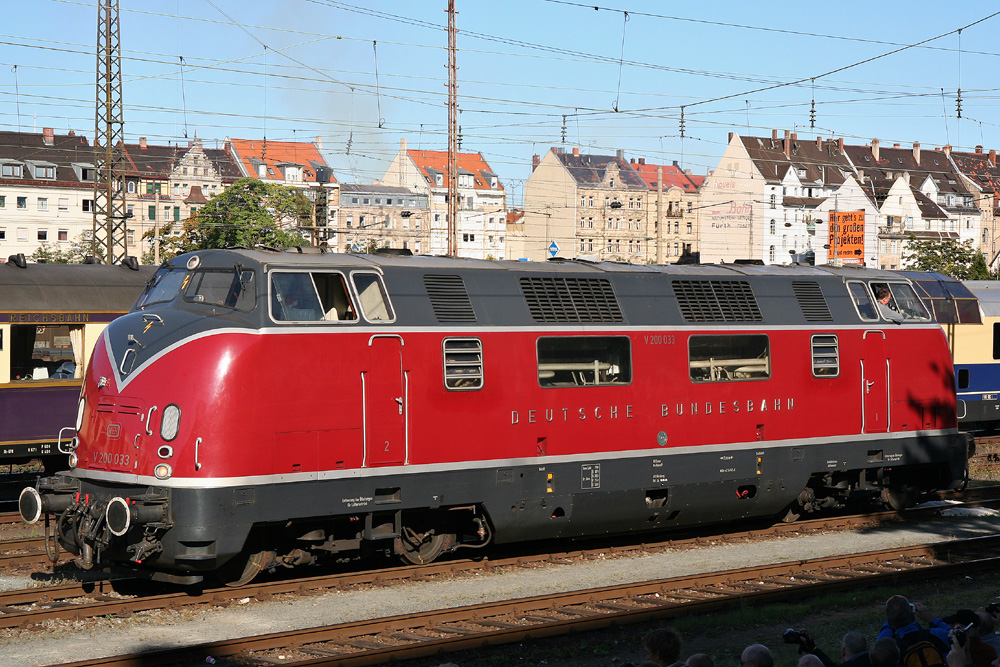
V200 033 im Rangierbahnhof von Fürth (Bayern) Hbf

Die 1953 gebaute DB-Baureihe V 200.0 war die erstmals in großer Serie beschaffte Diesel-Streckenlokomotiven der Deutschen Bundesbahn. Sie wurde auch im Ausland sehr bekannt mit ihrer markanten Industriedesign-Form der 1950er Jahre. Sie hatte zwei V12-Zylinder-Diesel mit einer Dauerleistung von 2200 PS – woraus sich die Baureihenbezeichnung V 220 ergab. Die Technologie der V 200 wurde mit der DB-Baureihe V 160 und deren späteren Varianten weiterbetrieben.
Im außereuropäischen Ausland erschienen in den 1960er Jahren vereinzelte Ausführungen dieselhydraulischer Streckenlokomotivtypen, die jedoch keine Nachfolge fanden, so die ALCO DH-643 oder die in Deutschland gefertigte Krauss-Maffei ML 4000 C’C’ in den USA.
In Deutschland werden derzeit weiterhin dieselhydraulische Lokomotiven von den Firmen MaK, Voith und Vossloh für Privat- und Werksbahnen gebaut. Mit den 2006 in Deutschland gebauten Lokomotiven der Serie Voith Maxima mit hydrodynamischer Kraftübertragung und Leistungen bis knapp 3600 kW (entspr. 4900 PS) wurde ein vorläufiger Höhepunkt der Entwicklung im Diesellokomotivbau erreicht.

### Erste dieselhydraulische Triebwagen

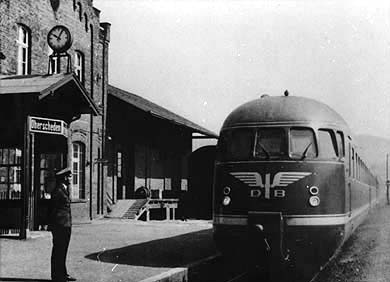
VT 08^{5} als FDt „Roland“ 1953

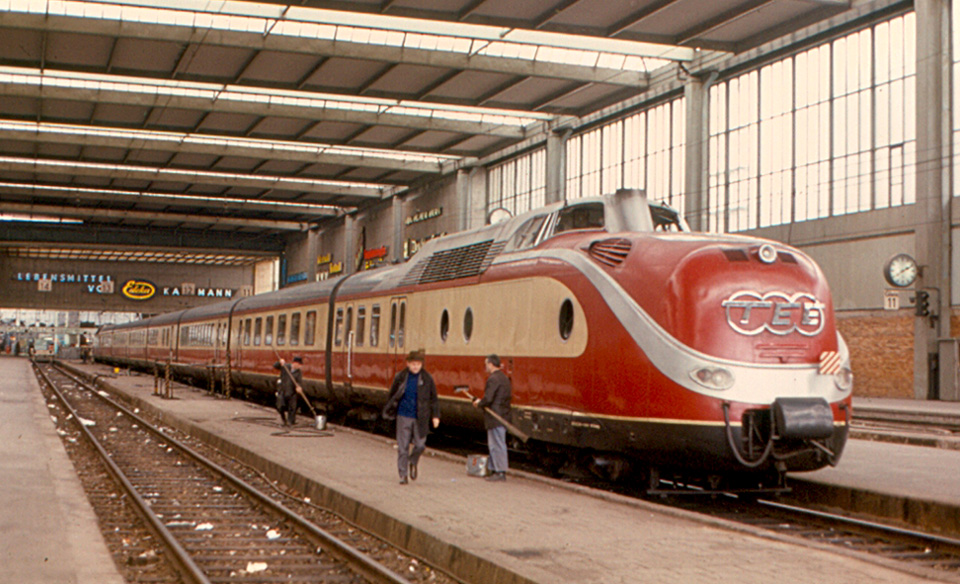
Dieselhydraulisch angetriebener Triebwagenzug VT 11.5, (TEE-Zug), 1957

Nach dem Zweiten Weltkrieg wurden von der Deutschen Bundesbahn mit der 1952 gebauten DB-Baureihe VT 08 Schnelltriebwagen mit dieselhydraulischem Antrieb eingesetzt. Sie wurde mit antriebslosen Mittel- und Steuerwagen zunächst als dreiteiliger, später auch vierteiliger Triebzug eingesetzt. Die erste Bestellung umfasste 13 dreiteilige Züge.
1957 folgte die ebenfalls dieselhydraulisch betriebene DB-Baureihe VT 11.5 für den internationalen TEE-Verkehr mit einem erhöhten Komfort. Er war damals der Paradezug der Deutschen Bundesbahn. Insgesamt wurden 19 Maschinenwagen, 23 Abteilwagen, acht Großraumwagen, acht Speisewagen und neun Küchenwagen für diese Zugklasse geliefert.

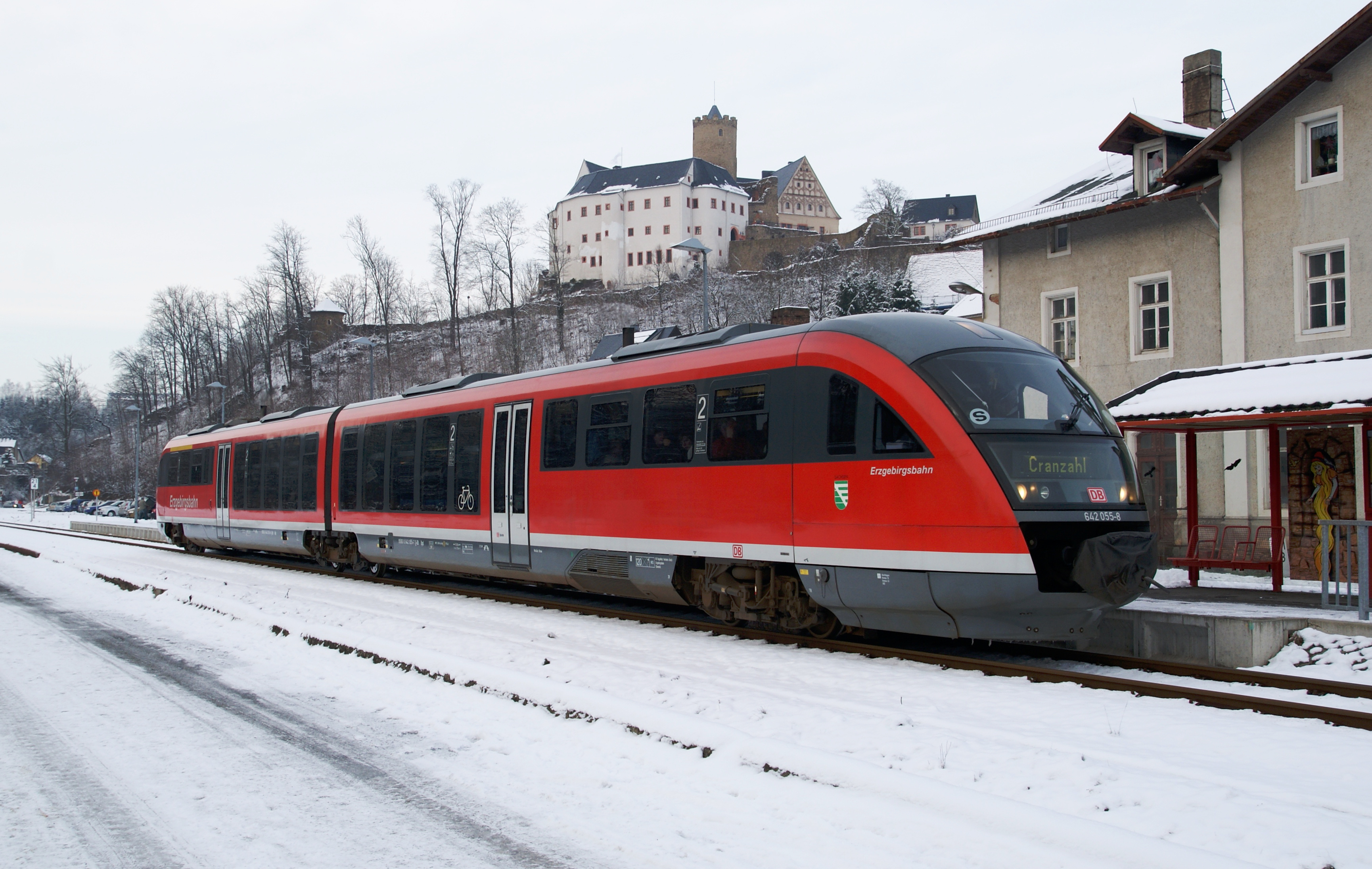
Triebzug Siemens Desiro Classic, 1999

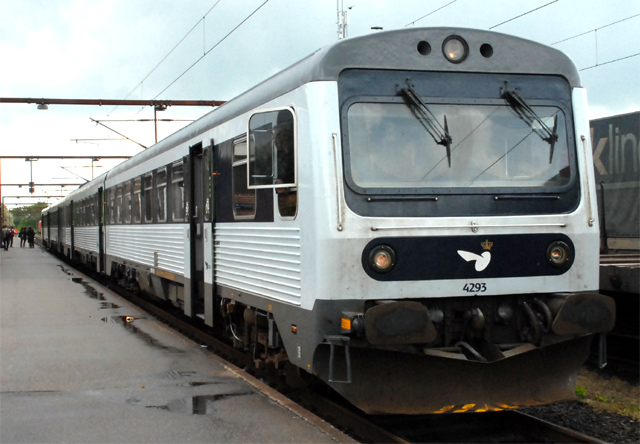
Triebwagenreihe DSB MR, Lizenzbau von Waggonfabrik Uerdingen, 1985

In den 1970er Jahren wurden die Triebwagen der DB-Baureihe 627 und DB-Baureihe 628, die dänischen DSB MR sowie Ende der 1990er Jahre die Triebzugreihen Siemens Desiro Classic und DB-Baureihe 612 typischerweise von deutschen Firmen (Waggonfabrik Uerdingen und Siemens Mobility) konzipiert und gebaut.

## Ab 1938: Schienenfahrzeuge mit Gasturbinenantrieb

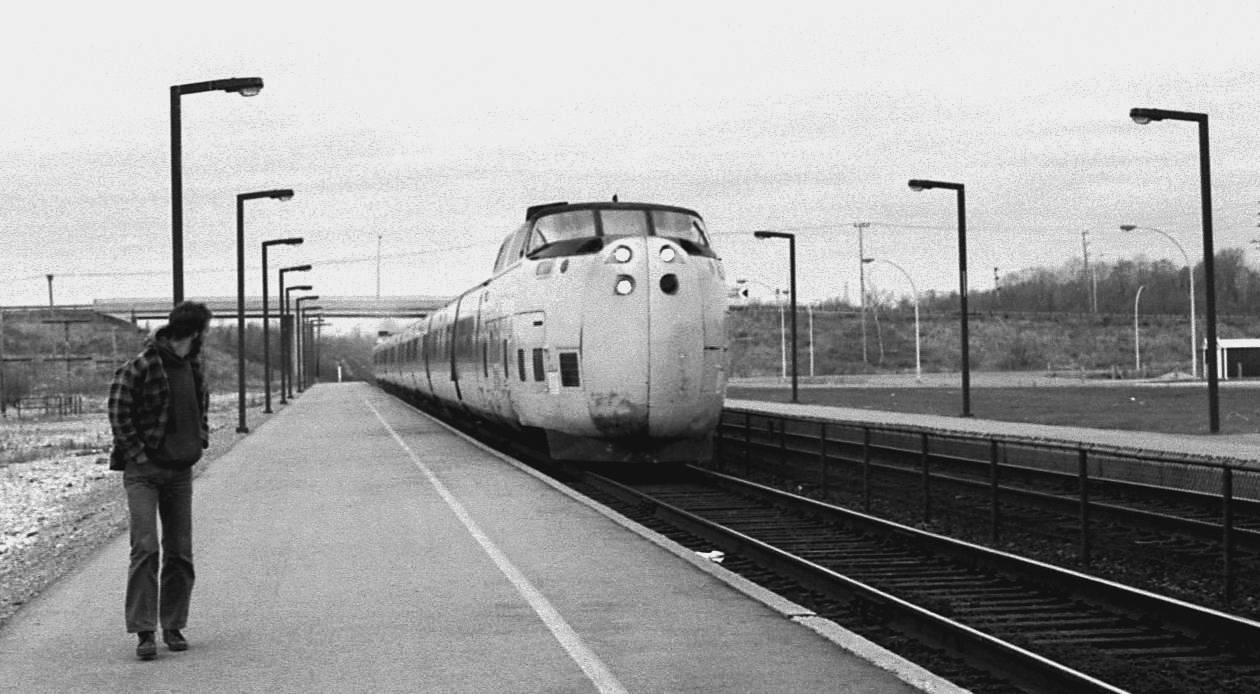
UAC Turbo Train

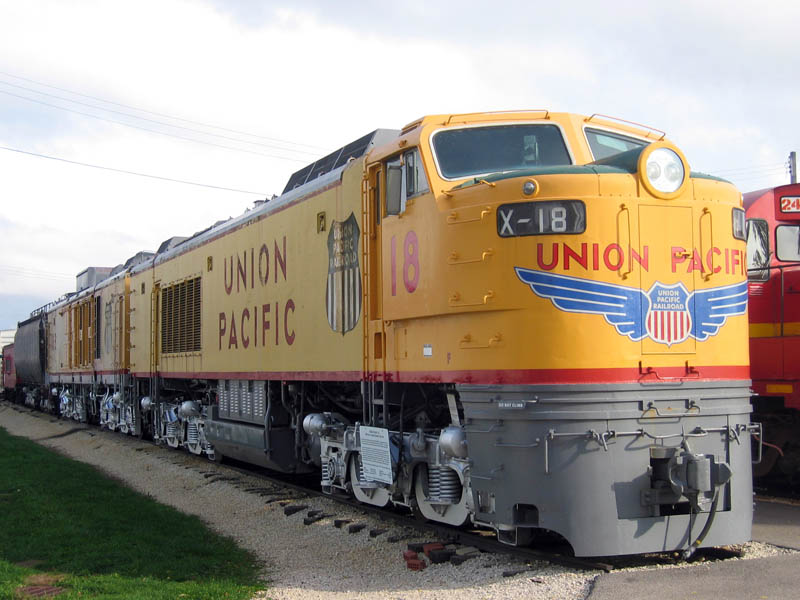
Gasturbinenloks der UP waren (B'B')(B'B')-Doppellokomotiven mit jeweils angehängtem ehemaligen Dampflok-Tender für den Treibstoff

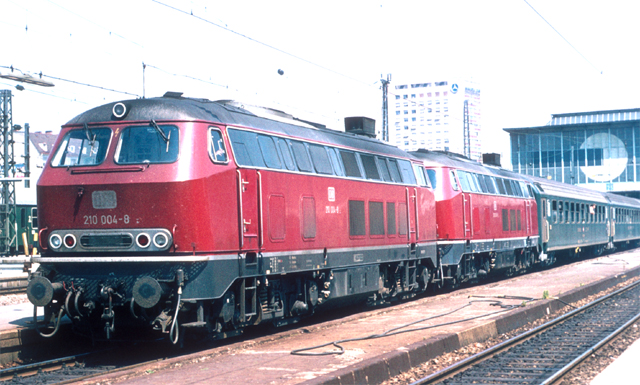
210 004 und eine Schwestermaschine in München Hbf

Triebfahrzeuge wurden mehrfach mit Gasturbinen entweder als alleinigem oder zusätzlichem Antrieb ausgerüstet. Gasturbinen hatten den Vorteil, dass sie mit billigem Schweröl betrieben werden konnten, sowie bei gleichem Fahrzeuggewicht sehr hohe Leistungen möglich waren. Ende der 1960er Jahre stiegen durch Umstellungen der Erdölraffinerien jedoch die Herstellungskosten für Schweröl und der Betrieb von Gasturbinenfahrzeugen wurde unwirtschaftlich.
Vielfach wurden Gasturbinenfahrzeuge als einzelne Prototypen oder umgerüstete Serienfahrzeuge gebaut. Erstmals geschah das 1938 in der Schweiz mit der Gasturbinenlokomotive SBB Am 4/6.
Nur in drei Fällen kam es zu größeren Serien und Einsätzen reiner Gasturbinenfahrzeuge. So gab es insgesamt 56 Züge des SNCF Turbotrain in verschiedenen Ausführungen, bei der Union Pacific Railroad die weltweit größte Zahl von Gasturbinenlokomotiven mit insgesamt 55 UP-Gasturbinenlokomotiven, die ab 1948 in drei Serien von Alco-GE für Gütertransporte über lange Strecken gebaut wurden, sowie den nordamerikanischen UAC TurboTrain.
Bei der Deutschen Bundesbahn waren acht Lokomotiven der Baureihe 210 mit zuschaltbarer Gasturbine im Einsatz, nachdem die Technik mit der V 169 001 erprobt worden war.

## Schienenfahrzeuge mit Antrieben aus der Luftfahrt

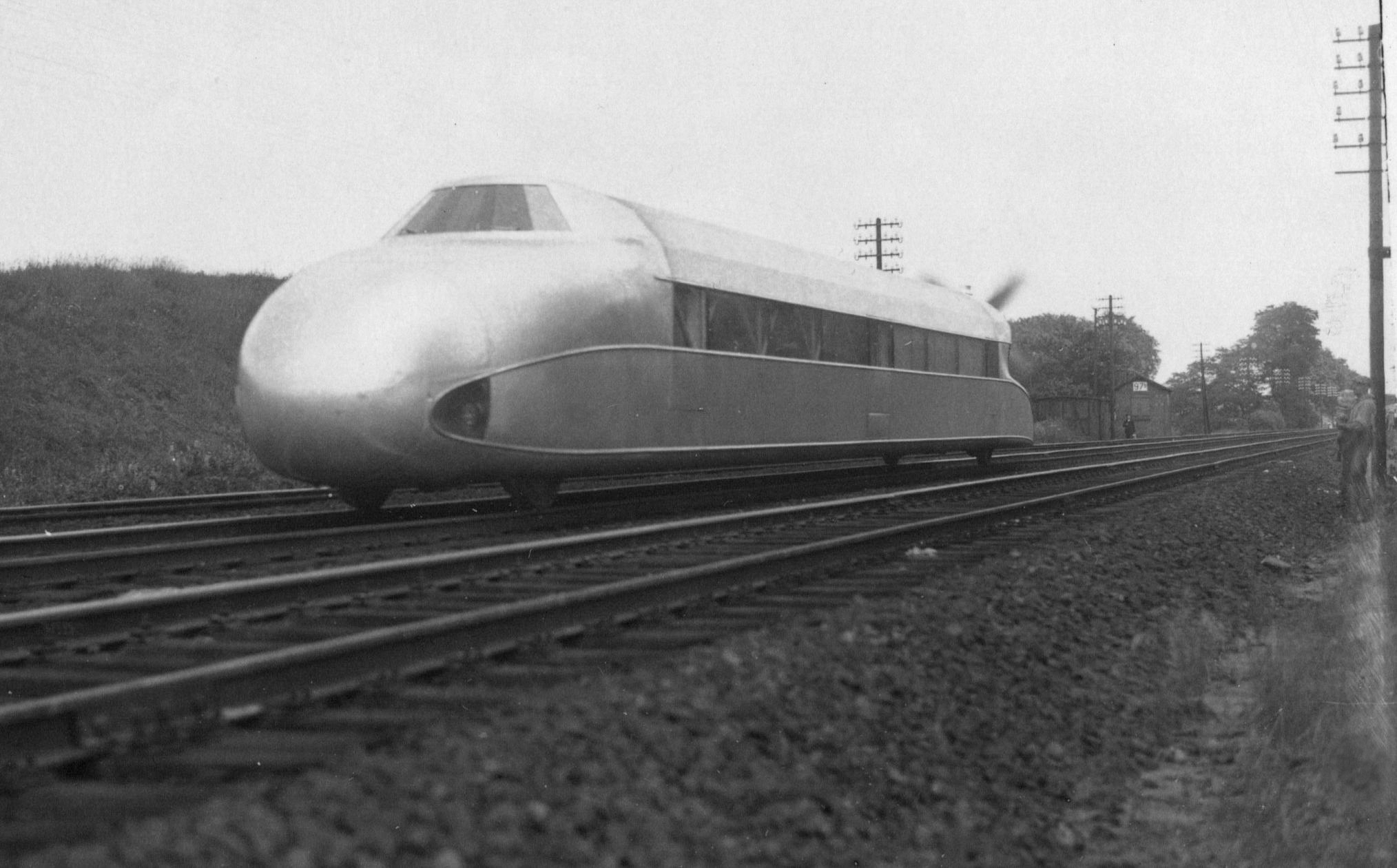
Schienenzeppelin

1929 baute der Ingenieur Franz Kruckenberg den sogenannten Schienenzeppelin, ein einteiliges Fahrzeug, an dessen Verbrennungsmotor am Heck ein Propeller angeschlossen war. Es gab verschiedene Versuchsausführungen am selben Fahrzeug. Auf einer Versuchsfahrt wurde mit 230 km/h ein Geschwindigkeits-Weltrekord für damalige Schienenfahrzeuge aufgestellt.
Der französische Aérotrain von 1965 hatte demgegenüber ein Strahltriebwerk, verschiedene Versuchsfahrzeuge führten mehrere tausend Fahrten auf den Versuchsstrecken durch und stellten mehrere internationale Geschwindigkeitsrekorde auf. Es kam jedoch nicht zum kommerziellen Einsatz.